# بطريق إمبراطور
البِطْرِيقُ الإِمْبَرَاطُور أو البِطْرِيقُ الإِمْبَرَاطُورِيُّ أو الطَرسُوحُ الإِمْبَرَاطُور أو الطَرسُوحُ الإِمْبَرَاطُورِيُّ هو أطول وأثقل أنواع البطاريق الباقية على وجه الأرض، وهو مقصُورٌ في وُجُوده على القارَّة القُطبيَّة الجنوبيَّة. الذكرُ والأُنثى مُتماثلان في القدّ والكسوة، إذ يصلُ ارتفاع الفرد منها إلى 122 سنتيمترًا (48 إنشًا)، وتتراوح وزنها ما بين 22 إلى 45 كيلوغرامًا (49 إلى 99 رطلًا). ريشُ الرأس والظهر أسود اللون، وهو مُحددٌ تحديدًا واضحًا يفصلهُ عن ريش البطن الأبيض، وريش الصدر الأصفر الباهت، والبُقعتان الريشيَّتان الأُذُنيَّتان الصفراء الفاتحة. يندرُ ظُهُور بطاريق إمبراطورة ذات طفراتٍ لونيَّة غريبة، لكن في سنة 2019م، نشرت شبكة سي أن أن عن هيئة الإذاعة البريطانيَّة صُورًا لِأوَّل بطريقٍ إمبراطور يكسوه ريشٌ أسودٌ بالكامل، قائلةً إنَّهُ من المُمكن أن يكون ذلك البطريق هو الوحيد من نوعه الموجود على كوكب الأرض، من حيث لونه الأسود الخالص، الذي هو نتيجة طفرة اسوداديَّة.' والبطريقُ الإمبراطور عاجزٌ عن الطيران، شأنه في ذلك شأن كُل البطاريق، وجسده انسيابيّ، وأجنحته متينةٌ قويَّةٌ تلعب دور الزعانف عند الثدييَّات لِتُساعده على خوض غمار موطنه البحري. تقتات البطاريق الإمبراطورة على الأسماك بِشكلٍ رئيسيّ، كما يشتملُ غذاؤها على القشريَّات من شاكلة الكريليَّات، ورأسيَّات القدم كالسَّبيدج. وهذه البطاريق قادرةٌ على البقاء تحت الماء طيلة 18 دقيقة خِلال الصيد، وهي تغوص حتَّى عمق 535 مترًا (1,755 قدمًا) بحثًا عن طرائدها. وهي تتمتع بِخصائص جسديَّةٍ وأحيائيَّةٍ عديدةٍ تُمكِّنُها من تحقيق هذا، أبرزها هيموغلوبين فريد التركيب يسمح باستمرار عمل أعضائها الحيويَّة في ظل نقصٍ شديدٍ بِالأُكسجين، كما تتمتع بِعِظامٍ متينةٍ قويَّةٍ تُقلِّصُ الرضح الضغطي، وهي قادرةٌ على التخفيف من أيضها والاستغناء عن بعض أعمال أعضائها غير الضروريَّة.
البطريق الإمبراطور هو النوع الوحيد من البطاريق الذي يُفرِّخ خِلال موسم الشتاء القطبي الجنوبي، وتتوزَّع مناطق تفريخه حول سواحل القارَّة القُطبيَّة الجنوبيَّة في مُستعمراتٍ ضخمةٍ على جليد البحر الذي يُحيط بِالقارَّة في فصل الشتاء، وقد تسيرُ الطُيُور مُتهاديةً لِمسافةٍ تتراوح بين 50 و120 كيلومترًا (31–75 ميلًا) حتَّى تصل مُستعمرات تفريخها المذكورة. من النادر جدًا أن تُشاهد هذه البطاريق شمال الجليد. ويُنتجُ كُلَّ زوجٍ بيضةً في شهر أيَّار (مايو) أو حُزيران (يونيو)، بواكيرُ الشتاء. ثُمَّ تذهب الأُنثى إلى البحر بحثًا عن الغذاء وتُخلِّف الذكر لِيرخُم البيضة على قدميه تحت طيَّةٍ من الجلد قُرابة 60 يومًا، تهبطُ أثناءها درجات الحرارة إلى -60° مئويَّة (-76° فهرنهايت). حرارة جسم الطائر البالغ مسألةٌ حياتيَّةٌ بِالنسبة إلى الفرخ في البيضة، ولِهذا لا يستطيع الذكر أن يترك البيضة لحظةً واحدةً، ولا أن يأكل. خِلال صيامه، الذي يدوم 110 يومًا، والذي يبدأ أثناء فترة المُغازلة، يفقدُ 45% من وزن جسمه الأساسي، لكنَّهُ يستطيع البقاء على قيد الحياة والتغلُّب على زمهرير الشتاء والعواصف الثلجيَّة العنيفة بِالانضمام إلى تجمُّع الذُكُور الراخمة الأُخرى. وترجع الأُنثى عندما يحين وقت الفقس، وتُطعمُ الفرخ، فيُطلق سراح الذكر، لِيقوم بِرحلةٍ طويلةٍ عبر الجليد طلبًا لِلطعام في المياه المكشوفة. فيما بعد تجتمعُ الفراخ مع بعضها فيما يُعرف بِـ«دار الحضانة» فيتحرَّر كِلا الأبوين لِلانصراف إلى جمع الطعام من البحر. وتبدأ الفراخ رحلتها إلى البحر في مُنتصف الصيف، قبل أن يُغطِّيه الجليد.
يُعتقد أنَّ أعداد البطاريق الإمبراطورة انحسرت إلى سبع مرَّاتٍ أقل ممَّا هي عليه اليوم، خِلال العصر الجليدي الأخير، وانحصر وُجُودها في مساحاتٍ محدودةٍ. ثُمَّ انتعشت أعدادها وعادت إلى الارتفاع مُجددًا قبل 12 ألف سنة بالتزامن مع ارتفاعٍ في درجات الحرارة حتَّى 15 درجةً في القطب الجنوبي، وانحسار مساحات الغطاء الجليدي. ويبدو أنَّ انحسار المساحات الجليديَّة سهَّل على البطاريق الوُصُول إلى المياه لِلحُصُول على الطعام، بينما حال الجليد السابق دون ذلك، فانحصرت البطاريق في بضعة أماكن من شاكلة منطقة بحر روس التي لم يُغطِّها الجليد بسبب الرياح والتيَّارات البحرية. بدَّل الاتحاد الدُولي لِحفظ الطبيعة حالة انحفاظ البطاريق الإمبراطورة من غير مُهددة إلى قريبة من الخطر سنة 2012م، لِأسبابٍ مُتنوِّعةٍ، على الرُغم من أنَّ أبحاث بعض العُلماء البريطانيين - بِالاستناد إلى صُورٍ بالأقمار الصناعية عالية الدقَّة - تمكَّنت من تحديد عدد مُستعمرات هذه البطاريق في ذات السنة، حيثُ بلغت 595 ألف بطريقٍ تعيش في 44 مُستعمرةً على امتداد سواحل القارَّة القُطبيَّة الجنوبيَّة، وهو ما يفوق تقديراتٍ سابقةٍ كانت تتراوح ما بين 270 ألف و350 ألف بطريقٍ.

## التصنيف
أول من صنَّف البطريق الإمبراطوري هو عالم الحيوان الإنگليزي جورج روبرت غراي في عام 1844م، والذي أعطى لهُ اسمًا علميًا باللغة اليونانية معناهُ «الغطاس عديمُ الأجنحة» (باليونانية: ἀ-πτηνο-δύτης)‏. وأما اسم النوع (وهو fosteri) فقد اختير تكريمًا لعالم الطبيعة يوهان راينهولد فورستر الذي رافق القُبطان جيمس كوك في رحلته الثانية إلى المحيط الهادئ، وصنَّف في تلك الرحلة خمسة أنواعٍ من البطاريق بينها هذا النوع. ومن الوارد أن يوهان فوستر هو أول إنسانٍ رأى البطريق الإمبراطور، وذلك في أثناء الرحلة نفسها بوقتٍ ما بين عامي 1773م و1774م، وقد ظنّ أنَّه شاهدَ وقتئذٍ ملك البطاريق (الذي له مظهرٌ شبيهٌ بالبطريق الإمبراطور)، لكنّ مكان المشاهدة يُرجّح أنه قابلَ بطريقًا إمبراطورًا.
يُكوّن البطريق الإمبراطور وقريبه البطريق الملك جنسًا لم يبقَ على قيد الحياة من أنواعه سواهما، وهو «محذَّبة الجناح». وقد عُثِرَ على مستحاثات لنوعٍ ثالثٍ (من الجنس نفسه) يسمى بطريق ردجين، وهو نوعٌ عاشَ في العصر الحديث القريب (الپليوسيني) المتأخر في نيوزيلندا، قبل ثلاثة ملايين عامًا. وتشير دراسة سلوك البطريق وجيناته إلى أنَّ جنس محذَّبة الجناح الذي ينتمي إليه البطريق الإمبراطور هو جنسٌ قاعديٌ تطوريًا، ممَّا يعني أنه كان الأصل المشترك لسائر أنواع البطاريق في العالم، وقد انفصلت هذه الأجناس عن بعضها (بحسب أدلة المُتقدِرات (الميتوكُندريات) والحمض النووي) قبل نحو 40 مليون سنةٍ.

## الوصف

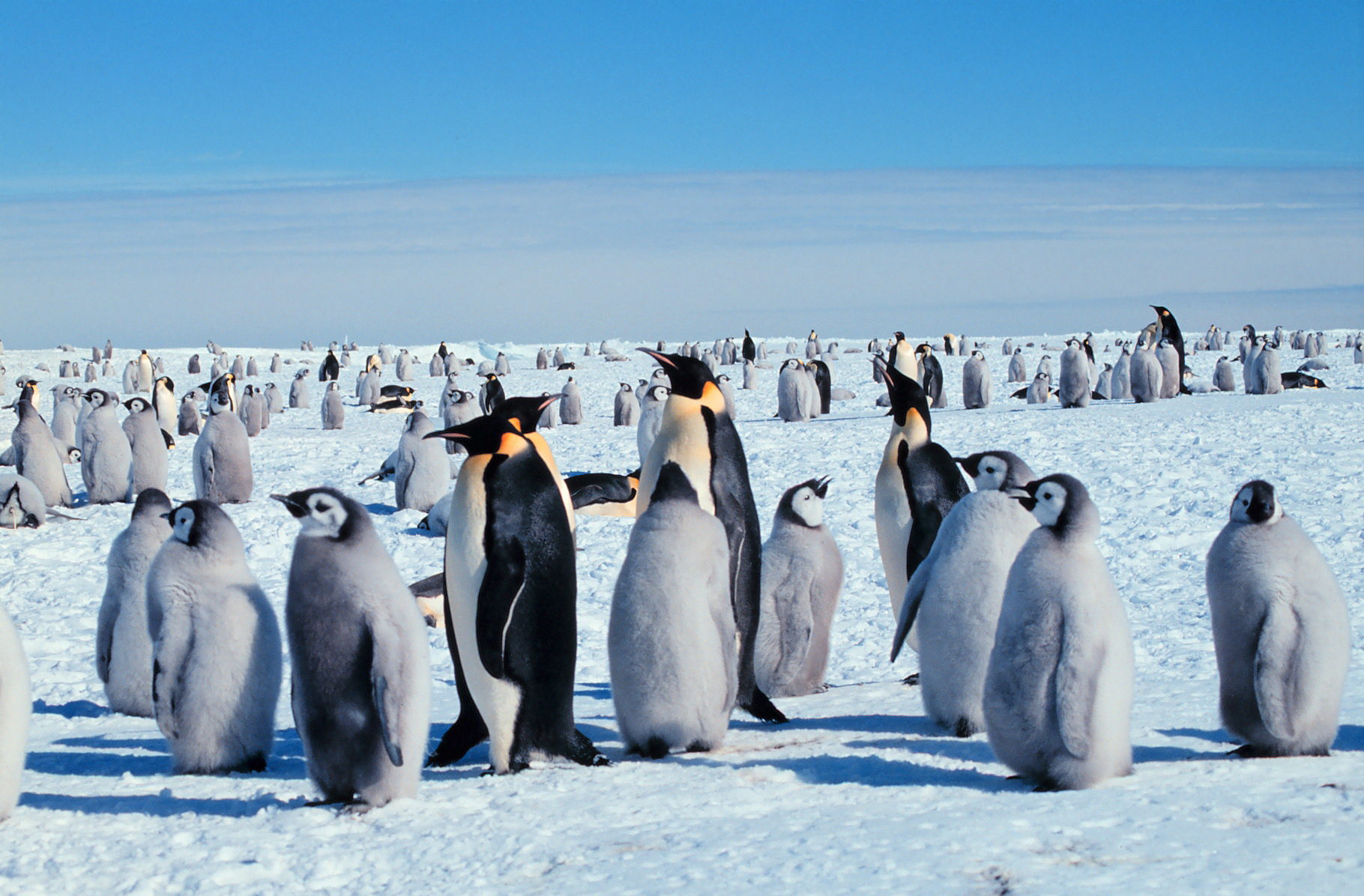
بوالغ مع فراخها.

يصل طول كبار البطريق الإمبراطور إلى 1,22 مترًا، وتتراوح زنتها ما بين 22 إلى 40 كيلوغرامًا، وتختلف حسب الجنس، فالذكر يزن أكثر من الُأنثى، كما يختلف وزن الفرد منها بحسب الموسم، وكلا الجنسين يفقدُ نسبةً كبيرةً من الوزن خلال فترة رخم البيض. فالذكرُ يتولَّى هذه العمليَّة طيلة شهرين تقريبًا تُصادفُ حُلُول موسم الشتاء القُطبي الجنوبي، ولا يأكلُ شيئًا خِلال هذه الفترة مما يُفقده حوالي 12 كيلوغرامًا (26 رطلًا)، ويستمرُّ على هذه الحال إلى أن تفقس البيضة. مُتوسِّط وزن الذُكُور يصل إلى 38 كيلوغرامًا، أمَّا الإناث فيصل مُتوسِّط وزنها إلى 29.5 كيلوغرامًا، وبعد موسم التفريخ ينخفضُ إلى حوالي 23 كيلوغرامًا لِكلا الجنسين.

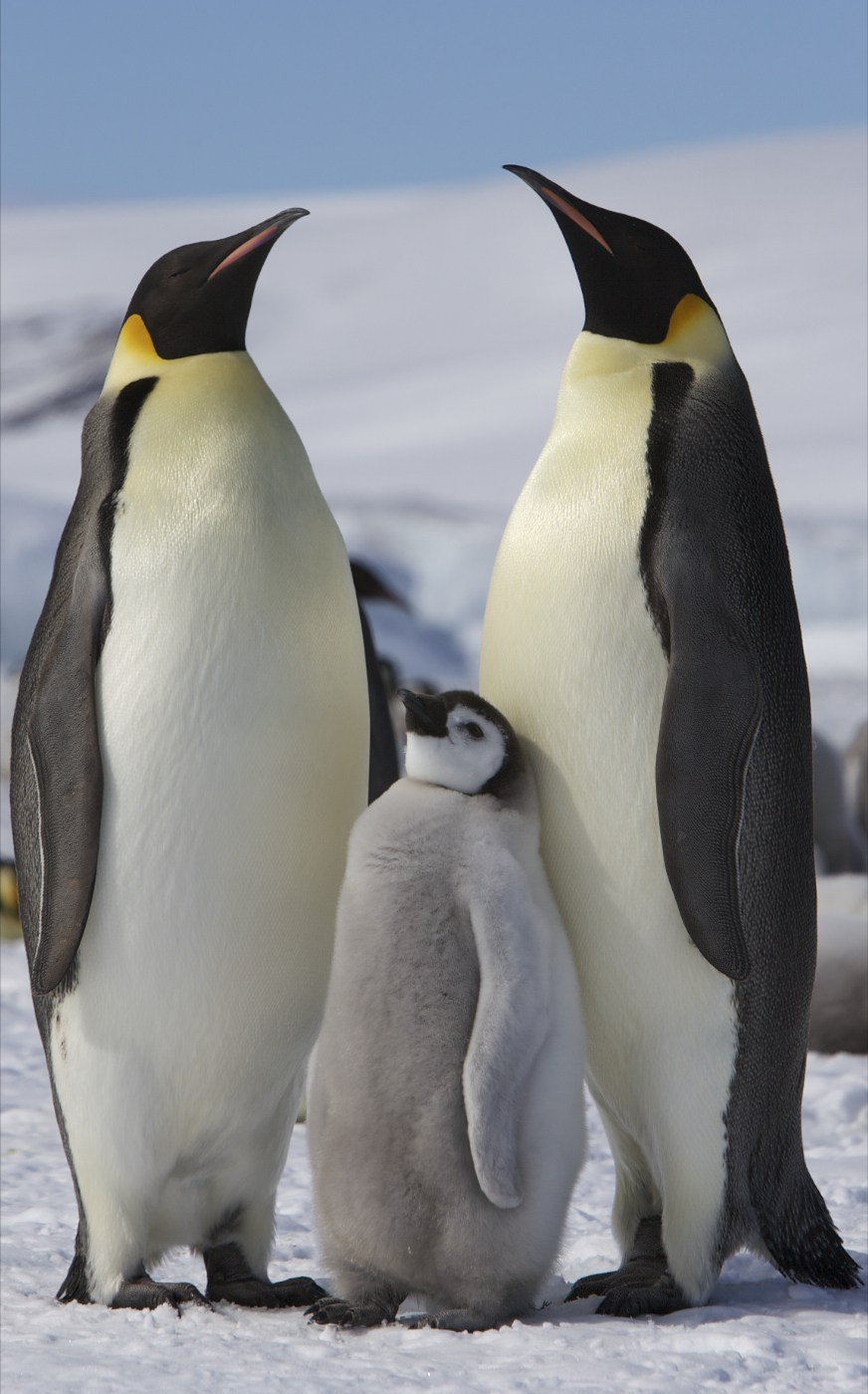
ذكرٌ وأُنثى وفرخهما على جزيرة سنوهيل القطبيَّة الجنوبيَّة. لاحظ التماثل في الحجم والهيئة عند الأبوين.

تتمتَّع البطاريق الإمبراطورة بِأجسادٍ انسيابيَّةٍ، شأنها في ذلك شأن باقي أنواع البطاريق، والغرض من شكل جسدها هذا هو تقليل نسبة الاحتكاك عند سباحتها، وأجنحتها متينةٌ مُفلطحةٌ أشبه بزعانف الثديَّيات. لسانُها شوكيّ الطرف لِيُساعدها على الإمساك بِطرائدها، وتتّجه تلك الأشواك إلى الخلف لِلحيولة دون هُرُوب الطريدة ما أن تُمسَك. الذكرُ والأُنثى مُتماثلان في القدّ والكسوة، فالبوالغ منها تتمتَّع بِريشٍ ظهريٍّ أسودٍ داكنٍ، يُغطِّي رأسها وذقنها وحلقها والقسمان الخلفيَّان من جناحيها بِالإضافة إلى ذيلها. يُحدَّدُ هذا الريش الأسود تحديدًا واضحًا يفصلهُ عن بقيَّة الكسوة الأفتح لونًا. البطنُ والقسم السُفليّ من الجناحين أبيض اللون، يتدرَّج حتَّى يُصبح أصفرًا باهتًا عند القسم العُلوي من الصدر، ويظهرُ على الأُذنان بُقعتان صفراويتان فاتحتان. يصلُ طول الفك العُلُويّ المنقاريّ إلى 8 سنتيمترات (3 إنشاتٍ)، وهو أسودٌ داكنٌ، أمَّا الفك السُفليّ فقد يكونُ ورديًّا أو بُرتُقاليًّا أو ليلكيًّا. فراخُ البطاريق الإمبراطورة بيضاءُ اللون على آذانها وبُطُونها وحلقها، ومناقيرُها سوداء، وهي عادةً ما تكون مكسُوَّةً بِزغبٍ فضيٍّ ضاربٍ إلى الرمادي، ورؤوسها سوداء بينما وُجُوهها بيضاء تُعطيها مظهرًا مُقنَّعًا. لوحظ وُجود أحد الفراخ البيضاء بِالكامل سنة 2001م، ولم يُعتبر أمهقًا كون عيناه لم تكن ورديَّةً، وهي سمة الكائنات المهقاء التي تفقد الصبغات اللونيَّة في مورثاتها. تصلُ زنة فرخ البطريق الإمبراطور إلى 315 غرامًا (11 أونصةً) عند الفقس، ويتريَّش لِأوَّل مرَّةٍ في حياته ما أن يصل وزنه إلى حوالي 50% من وزن والديه.
يبدأ لون كسوة البطريق الإمبراطور بِالتحوُّل من الأسود إلى البُنيّ بدايةً من شهر تشرين الثاني (نوڤمبر) إلى شُباط (فبراير)، أي خلال موسم الصيف القطبي الجنوبي، قبل أن يحين موعد طرح الريش القديم واستبداله بِآخرٍ جديدٍ خِلال شهريّ كانون الثاني (يناير) وشُباط (فبراير). واستبدالُ الريش عمليَّةٌ سريعةٌ عند هذا النوع من البطاريق مُقارنةً بِغيره من أعضاء فصيلته وحتَّى بِباقي الطُيُور، إذ يدوم حوالي 34 يومًا فقط. تنبُتُ ريشات البطريق الإمبراطور من جلده ما أن تبلغ ثُلث حجمها الكامل وقبل سُقُوط الريشات القديمة، وذلك في سبيل الحيلولة دون خسارة الطائر لِلكثير من حرارة جسده. بعد ذلك تدفع الريشات الجديدة سابقتها وتُسقطها، ثُمَّ يكتمل نُموُّها بِالكامل.
تصلُ النسبة السنويَّة لِبقاء البطريق الإمبراطور البالغ إلى حوالي 95.1%، ويُمكن أن يمتد أمد حياة الفرد منها إلى 19.9 سنواتٍ. يُقدِّرُ بعض الباحثين أنَّ 1% من فراخ هذه البطاريق قد يُعمِّرُ حتَّى 50 سنة. بِالمُقابل، تصلُ نسبة الفراخ التي تتخطَّى سنتها الأولى من الحياة إلى 19%، وبِالتالي فإنَّ 80% من جُمهرة البطاريق الإمبراطورة تتكوَّن من البوالغ ذات الخمس سنواتٍ وأكثر.

### التصويت
نظرًا لِعدم استخدام البطاريق الإمبراطورة مواقع تعشيشٍ ثابتةٍ تستطيع من خلالها أن تُحدد شريكها وفرخها، فإنها تعتمدُ على نداءاتها في سبيل التعرُّف على بعضها. تستخدمُ هذه البطاريق مجموعةً مُعقَّدةً من النداءات تُمكِّنُ الفراخ من التعرُّف على والديها دون غيرها من البطاريق البالغة، وتُمكِّنُ الأليفان من التعرُّف على بعضهما دون أن تختلط عليهما بقيَّة البوالغ، وبِهذا يُعدُّ البطريق الإمبراطور صاحب أوسع تشكيلةٍ من النداءات الفرديَّة المُميزة بين جميع أنواع البطاريق، ويتميَّزُ نداء الفرد البالغ منه بِحزمتين تردُّديَّتين من الموجات الصوتيَّة. أمَّا الفراخ فنِدائُها هو صفيرٌ مُتردد التضمين تُطلقهُ عندما تتوسَّل والديها لِلحُصُول على الطعام أو لِتُناديها.

### التكيُّفات مع البرد

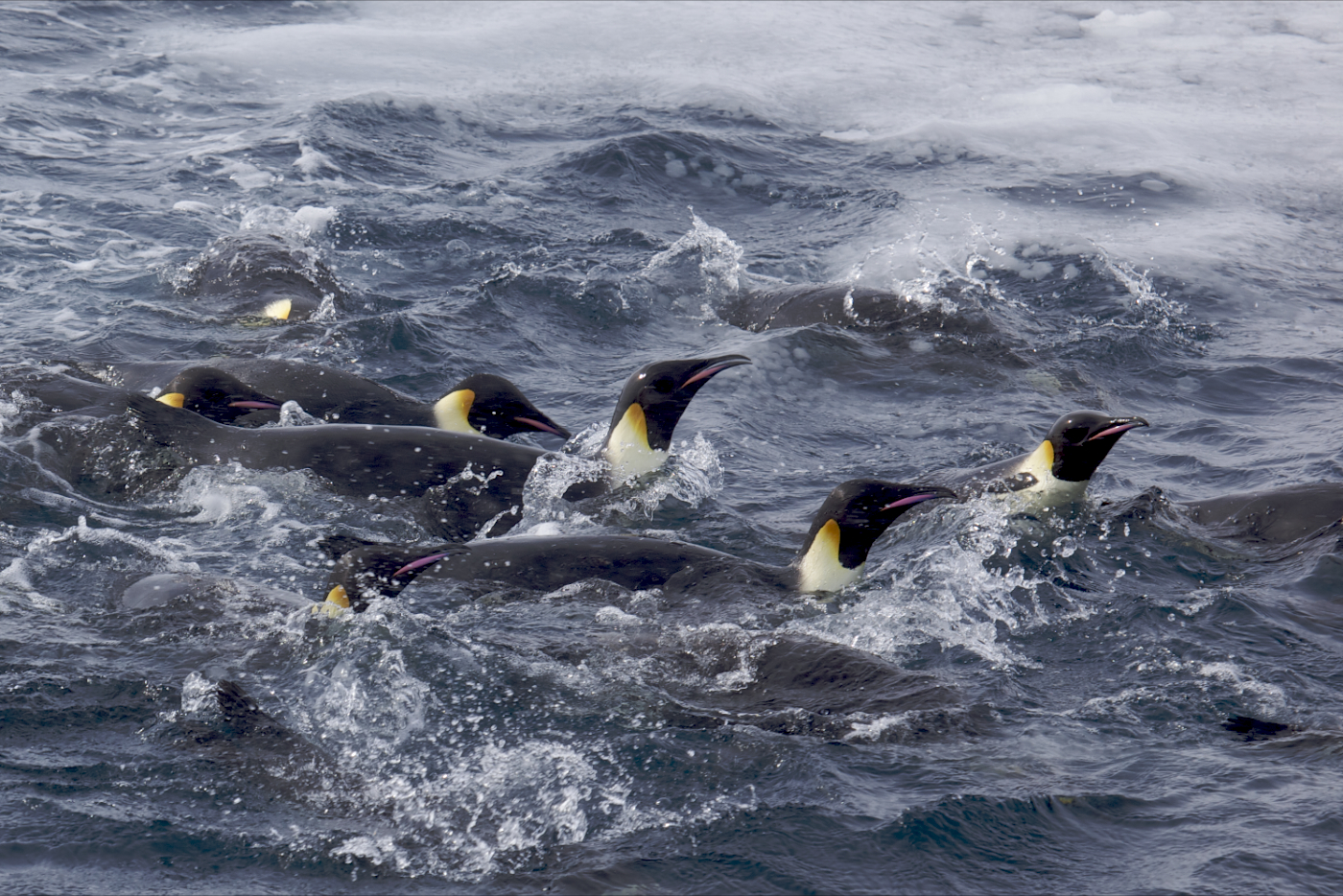
بطاريقٌ إمبراطورة تسبح في البحر. تُساعدُ بُنية ريش البطريق الإمبراطور على الحفاظ على حرارته أثناء سباحته في المياه القطبيَّة القارسة.

مواطنُ تفريخ البطاريق الإمبراطورة هي الأبرد بين مواطن تفريخ جميع الطُيُور؛ إذ تصلُ درجة حرارة الهواء فيها إلى −40 °مئويَّةً (−40 °فهرنهايت)، كما تبلغ سرعة الرياح فيها 144 كيلومترًا في الساعة (89 ميل في الساعة). أضف إلى ذلك فإنَّ درجة حرارة المياه تصلُ إلى التجمُّد، وتحديدًا إلى حوالي −1.8 °مئويَّةً (28.8 °فهرنهايت)، لِتقلّ بِذلك بِأشواط عن مُعدَّل درجة حرارة أجسام هذه الطُيُور البالغة 39 °مئويَّةً (102 °فهرنهايت). تتمتَّعُ هذه البطاريق بِعدَّة ميزاتٍ تحُول دون خسارتها الحرارة الضروريَّة لِبقائها، فريشُها كثيفٌ يُؤمِّنُ لها ما بين 80 و90% من العزل الحراري، ولها طبقةٌ من الشحم أسفل جلدها تصلُ سماكتها إلى 3 سنتيمترات (1.2 إنش) قُبيل حُلُول موسم التفريخ، تُؤمِّنُ لها ما تبقَّى من عزلٍ حراريٍّ يحُول دون تعرُّضها لِلبرد القارس. تبلُغُ كثافة الريشات الأوليَّة لِهذه الطُيُور إلى 9 ريشاتٍ في السنتيمتر المُكعَّب، ويُحتمل أنَّ ريشاتها الثانويَّة وزغبها الكثيف تلعب دورًا إضافيًّا في تأمين مزيدٍ من العزل الحراريّ المُلائم. وعضلات البطاريق تسمح لِريشاتها بِالبقاء مُنتصبةً أثناء سيرها على البر، ممَّا يُخفف من نسبة حرارة جسدها المفقودة عبر حصر طبقةٍ من الهواء على مقرُبةٍ من جلدها. عند الغطس، تتفلطح الريشات وتتخذُ شكلًا مُسطَّحًا، ممَّا يحُول دون نفاذ المياه إلى جلد البطريق وطبقة زغبه الداخليَّة. يُمضي البطريق فترةً من يومه وهو يُهندم ريشه ويعتني به، إذ أنَّ الهندمة ضروريَّةٌ لِتعزيز العزل الحراري لِلكسوة ولِإبقائها مُزيَّته في سبيل تعزيز عزلها للمياه.
لا تستطيع البطاريق الإمبراطورة تنظيم حرارة أجسادها دون أن تتلاعب بِمُعدَّل أيضها ضمن نطاقٍ واسعٍ من درجات الحرارة. تُعرفُ هذه العمليَّة بِـ«نطاق التحييد الحراري»، أي النطاق الذي يُمكنُ لِلطائر أن يزيد أو يُنقص من مُعدَّلات أيضه ضمنه كي يستطيع تبديل حرارة جسده زيادةً أو نُقصانًا، وهذا النطاق يتراوح عادةً بين −10 إلى 20 °مئويَّةً (14 إلى 68 °فهرنهايت). يرتفعُ مُعدَّل أيض هذه الطُيُور بِشكلٍ ملحوظٍ بِحال انخفضت الحرارة عن النطاق المذكور، علمًا بِأنَّ الفرد منها قادرٌ على الحفاظ على حرارته ضمن مُعدَّلٍ يتراوح بين 38.0 °مئويَّةً (100.4 °فهرنهايت) وُصُولًا إلى −47 °مئويَّةً (−53 °فهرنهايت). ترفعُ البطاريق مُعدَّل أيضها عبر السباحة والمشي والارتجاف الإرادي، كما لها آليَّةٌ أحيائيَّةٌ طبيعيَّةٌ تُساعدها على ذلك هي تحليل شُحُومها بواسطة الإنزيمات عبر إفراز هرمون الغلوكاغون. يُمكنُ لِلبطريق الإمبراطور أن يهتاج بِحال تخطَّت درجات الحرارة 20 °مئويَّةً (68 °فهرنهايت)، إذ يتزامن ذلك مع ارتفاع حرارة جسده ومُعدلات أيضه وما يتولَّد عنها من خسارته لِحرارة جسديَّة. يلجأُ البطريق أيضًا إلى رفع جناحيه وكشف بطنه وأقسامه السُفليَّة لِلهواء في سبيل تبريد جسده، وتُساعدهُ هذه الطريقة على رفع مُعدَّل خسارته لِلحرارة بِحوالي 16%.

### التأقلمات الجسديَّة مع ضغط الماء وقلَّة الأُكسجين

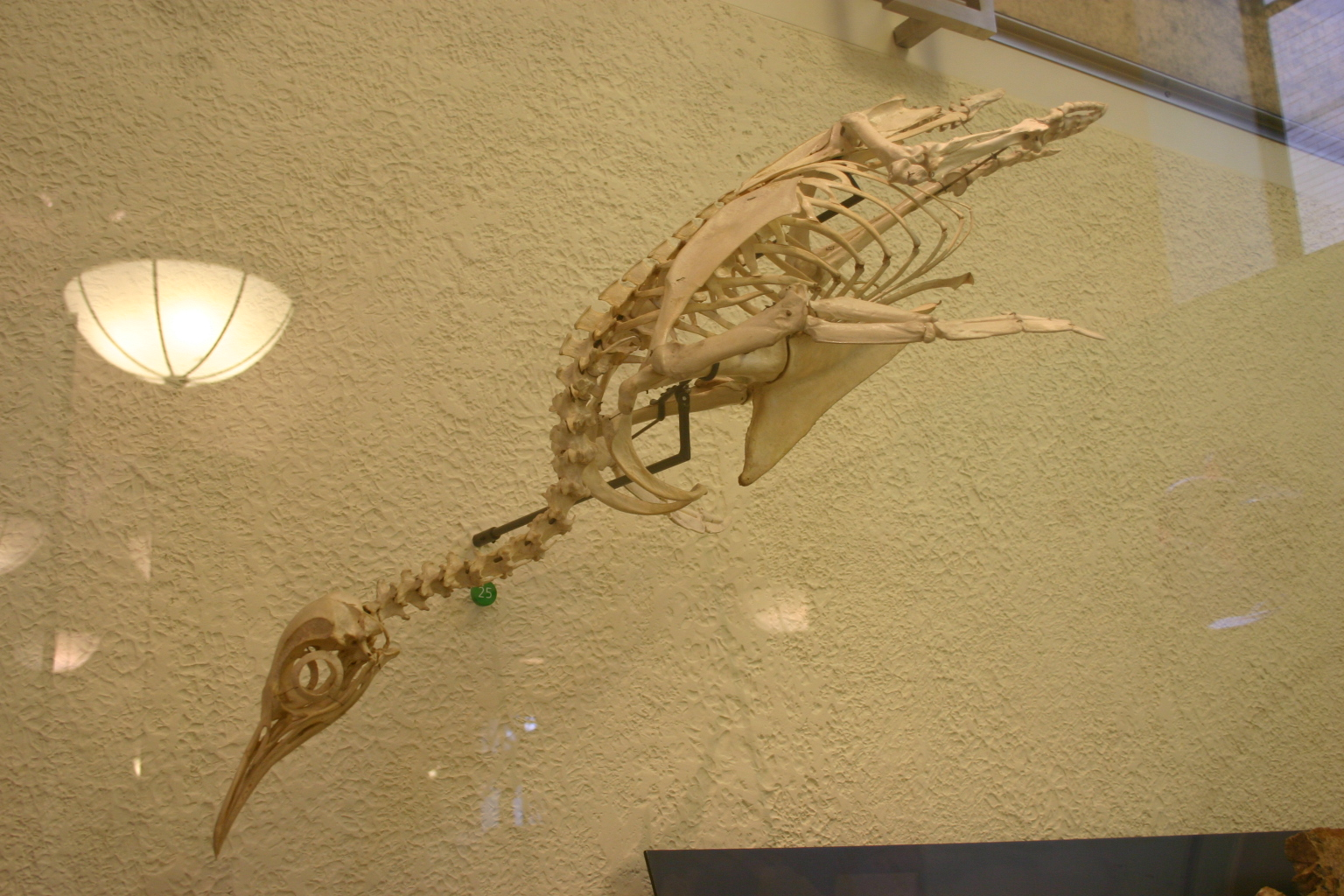
هيكلٌ عظميٌّ معروضٌ في المتحف الأمريكي للتاريخ الطبيعي.

بِالإضافة إلى البرد القارس، على البطاريق الإمبراطورة التأقلم مع صُعُوبةٍ أُخرى هي ضغط المياه عند الغوص وما يستتبع ذلك من نقصٍ في مُعدلات الأُكسجين. فالبطاريق تغطسُ لِأعماق يزدادُ فيها الضغط 40 مرَّةً عمَّا هو عليه عند السطح، وهو ما يُسببُ رضحًا ضغطيًّا في العادة عند أيِّ كائنٍ حيٍ فيما لو غطس حتَّى هذا العُمُق. غير أنَّ عظام هذه البطاريق صُلبةٌ ومتينةٌ، وليست مُجوَّفةً ومليئةً بِالهواء كأعظُم بقيَّة الطُيُور، الأمر الذي يحُول دون إصابتها بِالرضح سالف الذِكر.
تنخفضُ نسبة استهلاك البطريق لِلأُكسجين بِشكلٍ ملحوظٍ أثناء غوصه، فيتراجع عدد ضربات قلبه حتَّى يتراوح بين 15 و20 ضربةً في الدقيقة الواحدة، كما تتوقف الأعضاء والأجهزة الجسديَّة اللاأساسيَّة عن العمل، مما يُعطي الطائر نسبةً أكبر من الأُكسجين لِيستهلكها، ويسمح لهُ بِالغوص لِفترةٍ أطول. ومن أمثلة ذلك أن ينقطع تزويد العضلات بِالأُكسجين وتزويده لِلأعضاء الأساسيَّة فقط كالدماغ والقلب، وجعل الأعضاء الثانويَّة تعتمد على مخزونها الخاص من الأُكسجين. كما يُمكنُ لِپروتينيّ الهيموغلوبين والميوغلوبين أن يتحدا لِنقل الأُكسجين لِلأعضاء في ظل انخفاض تركيز دماء الطائر؛ الأمر الذي يسمح له بِمُتابعة نشاطه الطبيعي، في حين أنَّ هذا الوضع لو حدث مع أي كائنٍ آخر لأفضى إلى غيابه عن الوعي.

## الموطن والتوزيع
تعيش كل البطاريق الإمبراطورة في القطب الجنوبي للأرض بين دائرتي 66ْ و77ْ جنوبًا، وهي تقطنُ وتُفرخُ دومًا فوق سطوحٍ جليديَّة ثابتةٍ قرب شاطئ البحر وعلى مسافةٍ لا تتجاوزُ 18 كيلومترًا عنه. وغالبًا ما تبني هذه البطاريق مستوطناتها (التي تربّي فيها أفراخها) في مساحاتٍ محاطةٍ بمرتفعاتٍ جليديةٍ تحميها من الرياح القارسة، وقد عُثِرَ على ثلاثة مستوطناتٍ كبرى تتكاثرُ فيها على يابسة القارة القطبية الجنوبية (أنتاركتيكا)، إحداها كانت تقعُ على لسانٍ جليديٍ متفرّعٍ من جزر ديون في غرب أنتاركتيكا (وقد اندثرت هذه المستوطنة الآن)، وثانيةٌ تقعُ على رأسٍ في مثلجة تيلور بأرض ڤيكتوريا، والثالثة في خليج أمندسن. وقد شوهدت بعض هذه المستوطنات بدءًا من سنة 2009م على الجليد المنجرف بدلاً من الجليد البحري، وهو نوعٌ غير مستقرٍّ من الجليد ويمكنُ أن يتهدَّم بسهولةٍ، وقد أجبرت البطاريق على ذلك بسبب التأخّر الشديد في تجمّد سطح البحر بالسنوات الأخيرة. وأقربُ مستوطنات البطريق الإمبراطور إلى خط الاستواء هي مستوطنةٌ في جزيرة سنو التابعة لأرخبيل شيتلاند الجنوبي، والتي تقع على دائرة العرض 62 جنوبًا. وتشردُ بعض البطاريق فرادى (بين الحين والآخر) وصولاً إلى جزيرة هيرد وجورجيا الجنوبية، بل وأحيانًا إلى نيوزيلندا.
قُدِّرَ عدد البطاريق الإمبراطورة في العالم في سنة 2009م بنحو 595,000 بطريقٍ مكتمل النموّ يعيشُ في 46 مستوطنةٍ منتشرةٍ في مختلف أنحاء أنتاركتيكا والدائرة المحيطة بها، وتعيش 35% من هذه البطاريق شمال الدائرة القطبية الجنوبية. وتتموضعُ أكبر وأهمّ المستوطنات التي تُنجبُ فيها هذه البطاريق فراخها في رأس واشنطن وجزيرة كولمان وأرض ڤيكتوريا وخليج هالي ورأس كولبيك ومثلجة ديبل، ولا تأوي هذه المستوطنات نفس الأعداد من البطاريق دومًا، إذ كثيرًا ما تتشعَّبُ وتنقسمُ إلى مجموعاتٍ أصغر تنجرفُ بعيدًا عن المستوطنة الرئيسية وتؤسّس تجمّعاتٍ صغيرةً جديدةً، وقد تندثرُ بعض المستوطنات تمامًا ولا يعود لها أثرٌ. على سبيل المثال، تقلَّصت مستوطنة رأس كروزير (في بحر روس) من حجمها الهائل عندما زارتها بعثة الاستكشاف البريطانية في سنة 1902م و1903م إلى تجمّعٍ صغيرٍ تسكنهُ بضع مئاتٍ من البطاريق عند وصول بعثة تيرا نوڤا في سنتي 1910م و1911م، ومن المحتمل أنها شارفت على الانقراض آنذاك بسبب تغيّر شكل الجليد الذي تقومُ عليه. وقد عادت هذه المستوطنة لتزدهر وتنمو في الستينيات من القرن الماضي، وأما في سنة 2009م فقط هبطَ سكانها مجددًا إلى نحو 300 بطريقٍ.

### حالة الحفظ
رفع الاتحاد الدولي لحفظ الطبيعة في سنة 2012م البطريق الإمبراطور من فئة الكائنات غير المهدّدة بالانقراض إلى الكائنات المشرفة على الخطر، وتبحثُ حكومة الولايات المتحدة الأمريكية الآن إدراج هذا البطريق وتسعة أنواعٍ أخرى من البطاريق تحت تشريعٍ وطنيٍ لحماية الكائنات المهدّدة بالانقراض. وقد ارتفعت الأخطار المحدقة بالبطريق الإمبراطور لأسبابٍ عدّةٍ أهمها تقلّص مخازن غذائه، وذلك بسبب تبعات الاحترار العالمي أولاً ولإسراف الشركات التجارية في صيد الأسماك والحبارات التي يتغذَّى عليها (ثانيًا)، كما أنّه مهدّدٌ بدرجةٍ أقلّ بتفشي الأمراض وتدمير البيئة وكثرة التواجد البشري حول مستوطناته من السُيَّاح خصوصًا. فقد وجدت إحدى الدراسات أن فراخ البطاريق تصابُ بالقلق إذا طارت فوقها مروحياتٌ على ارتفاعٍ أدنى من 1,000 مترٍ.

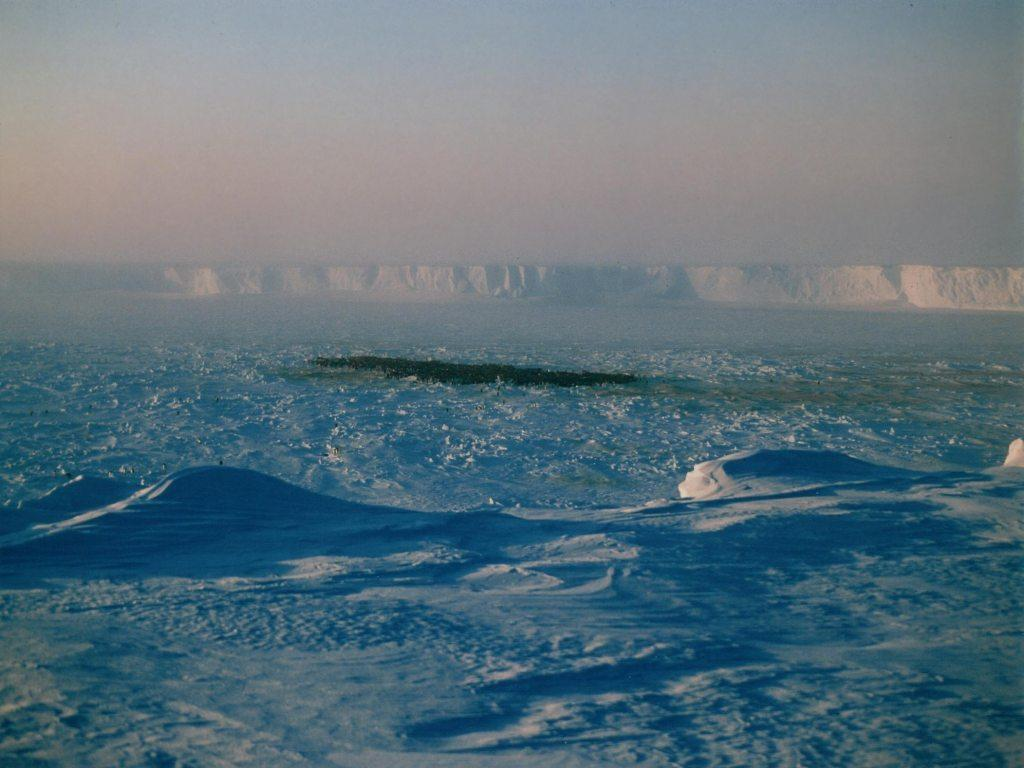
مستوطنة خليج هالي سنة 1999.

نزل عدد البطاريق الإمبراطورة في أرض أديلي إلى النصف تقريبًا في نهاية سبعينيات القرن العشرين، وهو نقصٌ هائلٌ عزاه العلماء آنذاك لموت الكثير من ذكور هذه البطاريق نتيجةً لنقص الجليد وحرارة الطقس غير المعتادة. ويحدثُ أمرٌ معاكسٌ تمامًا عندما تنخفض درجة الحرارة وتزداد كمية الجليد، إذ يموتُ وقتها عددٌ أكبر من الأفراخ والأجنّة (في بيوضها) لعدم تحمّلها البرد القارس، ولهذا يظنّ العلماء أن البطاريق حسَّاسةٌ جدًا لتغيرات المناخ. على سبيل المثال، درس الباحثون عن كثبٍ مستوطنةً للبطريق الإمبراطور في جزر ديون منذ سنة 1948م، وقد تبيَّن لهم أن هذه المستوطنة اندثرت تمامًا في بعض السنوات الأخيرة دون أن يعرفَ أحدٌ ما حلَّ بالبطاريق التي كانت تسكنها، وكانت هذه أول حادثةٍ موثَّقةٍ تختفي فيها مستوطنةٌ كاملةٌ للبطاريق.
وقع أمرٌ مشابهٌ في مستوطنة خليج هالي، وهي ثاني أكبر مستوطنات البطريق الإمبراطور في العالم، فقد تعرَّضت لرياح إل نينو العنيفة في شهر سبتبمر سنة 2015م، ومنذئذٍ لم تنجب أي أفراخٍ جديدةٍ لثلاث سنواتٍ متواليةٍ. وقد يكون السبب في ذلك هو هجرة معظم البطاريق القادرة على الإنجاب إلى مستوطنة دوسون لامبتون القائمة على مسافة 55 كيلومترًا جنوبًا، والتي لوحظ فيها ازديادٌ سكانيٌ بقيمة عشرة أضعافٍ بين سنتي 2016م و2018م. ونشر معهد وودز هول لعلوم المحيطات في سنة 2009م دراسةً استنتجَ منها أن البطاريق الإمبراطورة قد تنقرضُ في عام 2100م متأثّرة بالاحترار العالمي المتزايد، وقد توصَّلت الدراسة إلى هذه النتيجة ببناء نموذجٍ رياضيٍ يتنبأ بذوبان جليد البحر في مستوطنةٍ كبرى للبطاريق بأرض أديلي، كما تتوقَّع الدراسة تناقص عدد البطاريق في المستوطنة بنسبة 87% من 6,000 الآن إلى 800 في نهاية القرن الحالي. استنتجت دراسةٌ من المعهد نفسه نشرت في سنة 2014م أن كل المستوطنات الخمسة والأربعين التي يسكنها البطريق الإمبراطور ستخسرُ سكانها في سنة 2100م، وأن اختفاء الكريليات سيؤدّي إلى أزمةٍ غذائيةٍ لهذه الطيور.

## السُلُوك
البطريق الإمبراطور حيوانٌ اجتماعيٌّ، فهو يُعشش في مُستعمراتٍ ويصطاد ضمن أسرابٍ؛ وتُنسِّقُ الطُيُور الصيَّادة غوصها وصُعُودها إلى السطح بحيثُ يكون مُتزامنًا عند جميع أفراد السرب، وهي تنشطُ ليلًا ونهارًا على حدٍ سواءٍ. يُمضي البطريقُ البالغ أغلب أيَّام السنة مُتنقلًا بين مُستوطنة التفريخ ومناطق الاقتيات في عرض البحر؛ وخلال الفترة المُمتدَّة بين شهريّ كانون الثاني (يناير) إلى آذار (مارس)، تختفي هذه الطُيُور من على البرّ وتُمضي طيلة الفترة المذكورة في المُحيط.
حقق عالم وظائف الأعضاء الأمريكي جيري كويمان ثورةً في دراسة عادات التغذية عند البطاريق الإمبراطورة سنة 1971م، عندما نشر نتائج دراسته المُستندة إلى بياناتٍ حصل عليها من خلال أجهزة تسجيلٍ آليَّةٍ رُبطت على ظُهُور بعض الطُيُور. وأظهرت تلك البيانات أنَّ هذه البطاريق تغوص حتَّى عُمُق 265 مترًا (869 قدمًا)، لِفترةٍ تصلُ إلى 18 دقيقةٍ. أظهر باحثون لاحقون أنَّ إحدى الإناث اليافعة غاصت حتَّى عُمُق 535 مترًا (1,755 قدامًا) على مقرُبةٍ من جون مكموردو المُتصل بِبحر روس، ويُحتمل أن تكون البطاريق الإمبراطورة قادرةً على الغوص لِمسافاتٍ أعمق ولِمُدَّةٍ أطول، نظرًا لِأنَّ دقَّة أجهزة التسجيل تتضاءل كُلَّما ازداد عُمق غوص الطائر، فلا يظهر المدى الفعلي القادرة على بُلُوغه. أظهرت إحدى الدراسات التي تناولت بطريقًا واحدًا بِالتحديد أنَّ العُمق النمطي لِغوصه وصل إلى 150 مترًا (490 قدمًا) في مياهٍ يصلُ عُمقها لِحوالي 900 مترًا (3,000 قدمًا)، وأنَّ غوصاته الضحلة لا تزيد عن عُمق 50 مترًا (160 قدمًا)، تتخلَّلُها غوصاتٌ عميقةٌ تزيدُ عن 400 مترًا (1,300 قدمًا) في أعماقٍ تتراوح بين 450 و500 مترًا (1,480 إلى 1,640 قدمٍ)، الأمر الذي أوحى لِلعُلماء بِأنَّها تقتات في قاع البحر أو على مقرُبةٍ من القاع.

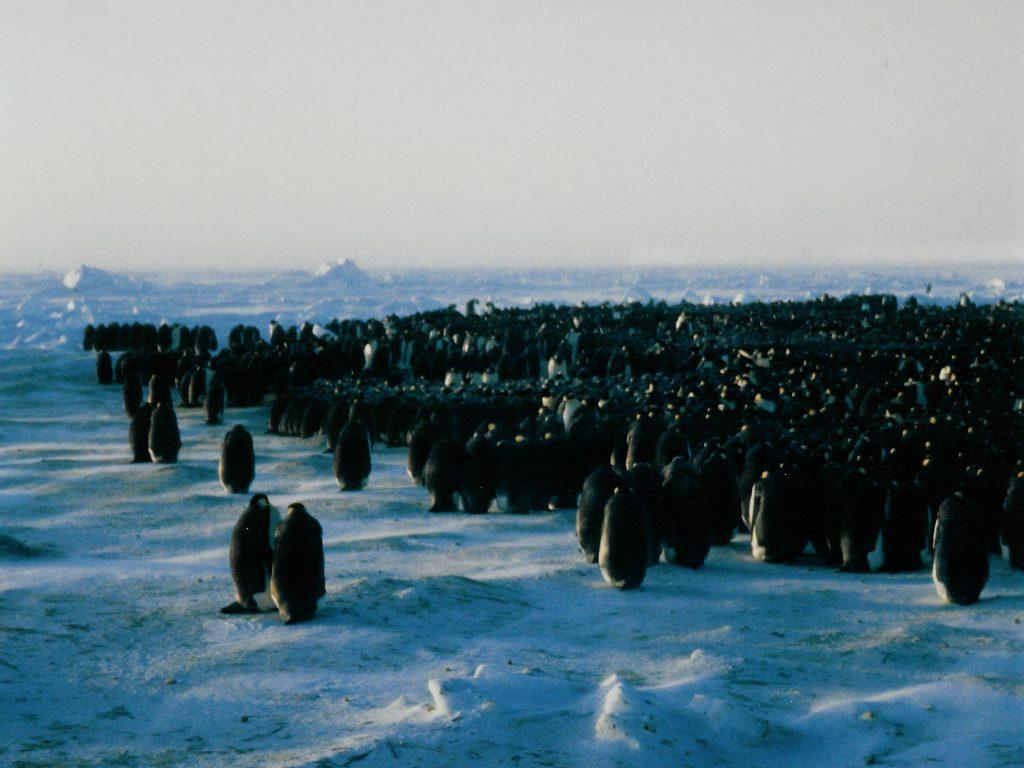
مُستعمرة بطاريق إمبراطورة.

تسعى الذُكُور والإناث على حدٍ سواءٍ وراء غذائها على مسافةٍ تبعدُ حوالي 500 كيلومترًا (311 ميلًا) عن مُستعمرة التفريخ، وذلك خِلال فترة تربيتها لِصغارها، ويُمكنُ لِلفرد منها تغطية مسافةٍ تتراوح بين 82 و1,454 كيلومترًا (51–903 أميالًا) في الرحلة الواحدة. ويُلاحظ أنَّ الذُكُور العائدة إلى البحر بعد فترة رخمها الطويلة لِبُيُوضها تتوجَّه فورًا إلى المناطق ذات المياه المفتوحة الدائمة، المعروفة بِالأجرف الجليديَّة، الواقعة على بُعد 100 كيلومتر (62 ميلًا) تقريبًا عن المُستعمرة.
البطريق الإمبراطور سبَّاحٌ قويٌّ، قادرٌ على دفع نفسه لِأعلى أو لِأسفل بِضرباتٍ من جناحيه أثناء خوضه غمار المياه، وهو يحُول دون أن يطفو على السطح من خلال ضرب جناحيه نحو الأعلى، فيبقى على ذات العُمق المرغوب. يتراوح مُعدِّل سُرعة سباحة البطريق بين 6 و9 كيلومتراتٍ في الساعة (3.7–5.6 أميالٍ في الساعة). أمَّا على البرّ، فيتنقل الطائر مُتهاديًا على قدميه أو مُتزحلقًا على بطنه فوق الجليد، عبر دفع نفسه بقدميه وجناحيه. والبطريقُ الإمبراطور غير قادرٍ على الطيران، شأنه في ذلك شأن جميع البطاريق. وهو طائرٌ قويُّ البُنية، ففي إحدى الحوادث حاول طاقمٌ من ستَّة رجالٍ الإمساك بِبطريق ذكرٍ لِإيداعه في إحدى حدائق الحيوان، لكنَّهُ تخبَّط وقاومهم وتمكَّن من طرحهم أرضًا عدَّة مرَّاتٍ قبل أن يضطر الستَّة مُجتمعين إلى الإمساك به في آنٍ وإخضاعه، علمًّا بِأنَّهُ يزن نصف ما يزنه أحدهم من الكيلوغرامات.
تتجمهر البطاريق من أفراد المُستعمرة الواحدة وتُشكِّلُ وحدةً مُتراصَّةً (تُسمَّى بِتشكيل السُلحفاة) يتَّكئ فيها كُلُّ طائرٍ على جاره، في سبيل مُكافحة البرد، ويتراوح عدد أفراد الجُمهرة بين عشرة طُيُورٍ إلى بضعة مئاتٍ. ولمَّا كانت قرصة البرد تصلُ إلى أدنى مُستوياتها في وسط المُستعمرة، فإنَّ جميع الفراخ واليوافع تقبع فيها. أمَّا الطُيُور القابعة على أطراف المُستعمرة في الجهة المُعاكسة لِاتجاه الريح، فهي تتنقلُ مُتثاقلةً على طرف التشكيل حتَّى تُصبحُ في الجهة المُواجهة لِلريح، فتبدو المُستعمرة وكأنها تتماوج بِبُطءٍ، ممَّا يُعطي كُل طائرٍ فُرصةً لِيقبع في الداخل والخارج لِبعض الوقت.

### الضواري

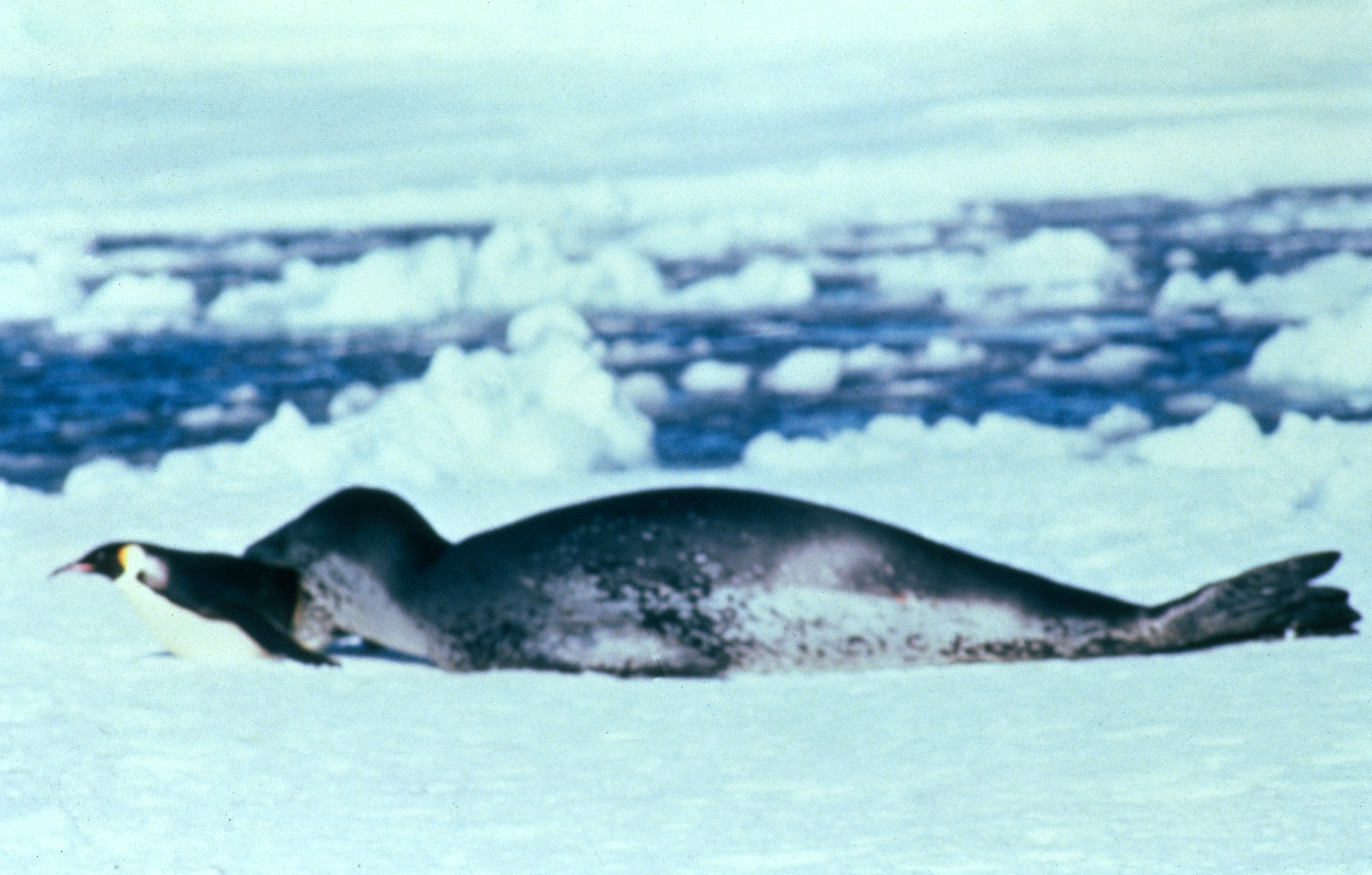
فُقمة نمريَّة تُمسكُ بِبطريقٍ إمبراطورٍ بالغ.

تقع البطاريق الإمبراطورة فريسة عدَّة أنواعٍ من الكواسر والثديَّيات المائيَّة. طُيُورُ النوء الجنوبيَّة العملاقة (الاسم العلمي: Macronectes giganteus) هي المُفترسة البريَّة الرئيسيَّة لِلفراخ، وتتسبب بِهلاك ما يزيد عن ثُلث فراخ بعض المُستعمرات، كما تقتات على جيف البطاريق النافقة. يقتات الكركر أبو شرَّابة القُطبي الجنوبي (الاسم العلمي: Stercorarius maccormicki) على الفراخ النافقة، نظرًا لِأنَّ تلك الحيَّة تكون قد بلغت حجمًا يحول دون تمكُّن الكاسر من افتراسها، بِحُلُول الميعاد السنوي لِوُصُوله إلى المُستعمرات. تُحاولُ بعض البطاريق الدفاع عن فراخها أحيانًا ضدَّ أي هُجُومٍ لِمُفترسٍ، ويُلاحظ أنَّ هذا الدفاع يكون بليدًا أو مُتباطئًا بِحال كان الفرخُ مريضًا أو ضعيفًا ولا يُرجى بقاءه.
المُفترسان الوحيدان اللذان يُعرف عنهما مهاجمة البطاريق الإمبراطورة البالغة السليمة كلاهما من الثدييَّات المائيَّة، وهُما يُهاجمانها في البحر. المُفترس الأوَّل هو الفُقمة النمريَّة (الاسم العلمي: Hydrurga leptonyx) التي تقنصُ الطُيُور البالغة واليافعة حديثة التريُّش بُعيد غطسها بِقليل. أمَّا المُفترس الآخر فهو الحوتُ السفَّاح (الاسم العلمي: Orcinus orca)، الذي يقنصُ الطُيُور البالغة بِشكلٍ رئيسيٍّ، على أنَّهُ يصيد أي بطريقٍ من أي فئةٍ عُمريَّةٍ طالما اقترب من حافَّة المياه أو نزل فيها.

### التودُّد والتفريخ

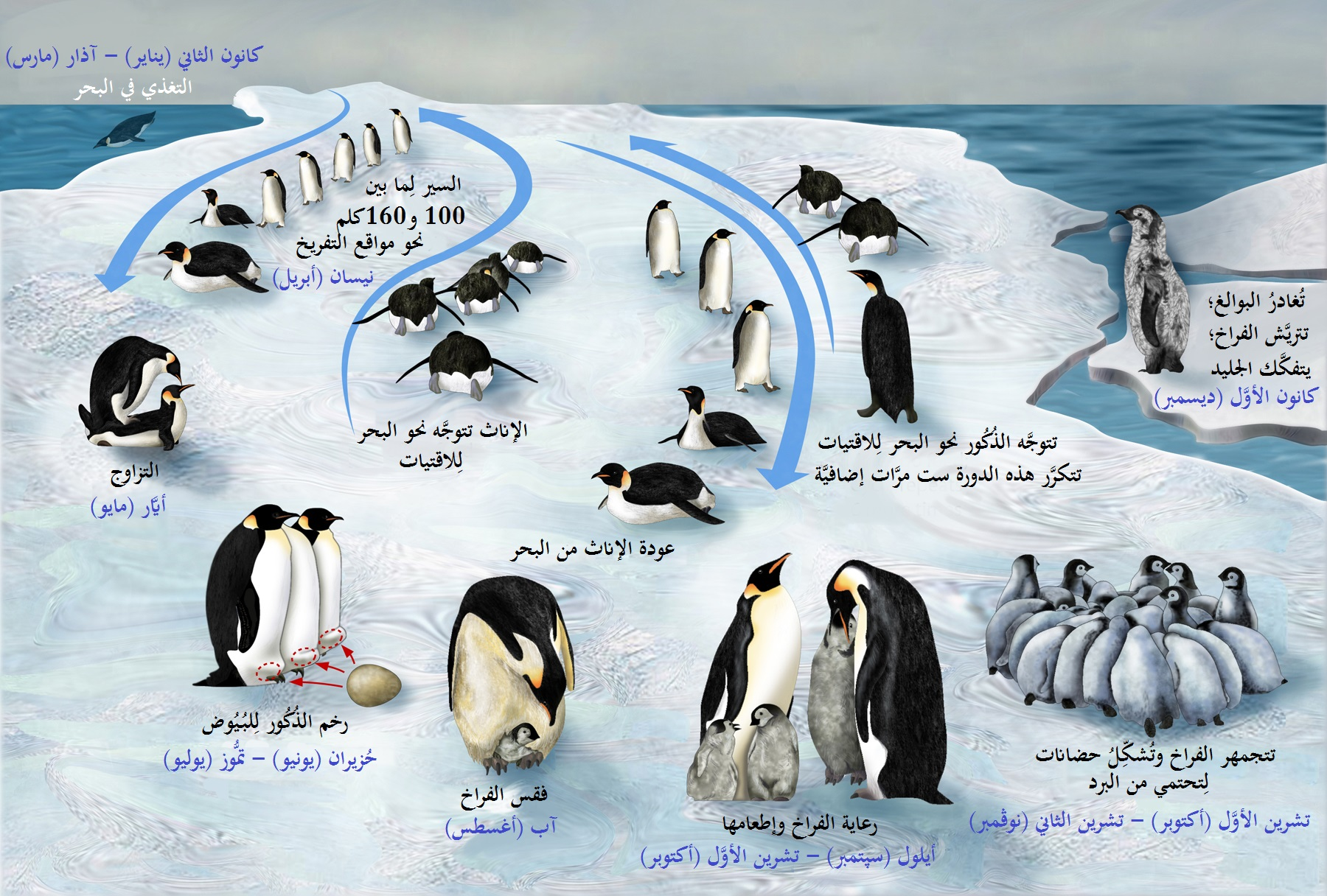
رسمٌ بيانيٌّ يُوضح دورة حياة البطريق الإمبراطور.

يصلُ البطريق الإمبراطور سن التفريخ حوالي عامه الثالث من العُمر، على أنَّها لا تُفرخُ عادةً إلَّا بعد مضيِّ فترةٍ إضافيَّةٍ تتراوح بين سنةٍ وثلاث سنواتٍ. تنطلقُ دورة التفريخ السنويَّة مع بداية فصل الشتاء القُطبي الجنوبي، أي خلال شهريّ آذار (مارس) ونيسان (أبريل)، حينما تبدأ البطاريق البالغة بِالتحرُّك ناحية مواقع تعشيشها، وغالبًا ما تسيرُ مسافةً تتراوح بين 50 و120 كيلومترًا (31 إلى 75 ميلًا) باتجاه الداخل القاريّ انطلاقًا من الجُرف الجليديّ البحري. ويبدو أنَّ بداية ارتحال البطاريق من البحر إلى الداخل يُحرِّكُها تناقُص ساعات النهار؛ وممَّا يدلُّ على ذلك أنَّ الباحثين تمكنوا من تزويج البطاريق الإمبراطورة وإكثارها في الأسر عبر استخدام أنظمة إضاءةٍ اصطناعيَّةٍ تُحاكي تبدُّل الإضاءة النهاريَّة الطبيعيَّة بِتبدُّل المواسم القُطبيَّة الجنوبيَّة.
تبدأ البطاريق بِالتودُّد إلى بعضها خِلال شهريّ آذار (مارس) أو نيسان (أبريل)، عندما تصلُ درجات الحرارة إلى حوالي −40 °مئويَّةٍ (−40 °فهرنهايت). يجتذبُ الذكر أُنثاه عبر تقديمه عرضًا تزاوجيًّا بهيجًا، فيقفُ مكانه ويُخفضُ رأسه حتَّى يصل إلى صدره ثُمَّ يشهق ويزفر مُصدرًا نداءً تزاوجيًّا يدوم حوالي ثانية أو اثنتين؛ ثُمَّ يتنقلُ حول المُستعمرة ويُكرِّرُ النداء مرارًا وتكرارًا. ما أن يجتذبُ الذكر إحدى الإناث، حتَّى يقفا وجهًا لِوجه ويرفعا رأسيهما وعُنقيهما عاليًا بِالتوازي مع بعضهما، ويُحافظا على هذه الوضعيَّة عدَّة دقائق. بعد ذلك، يتهادى البطريقان حول المُستعمرة، وغالبًا ما يسيرُ الذكر في المُقدِّمة وتتبعهُ أُنثاه. قبل وُقُوع الجماع، ينحني الطائرُ انحاءً عميقًا لِأليفه بحيثُ يكون منقاره مُوجَّهًا لِلأرض، فيُقلِّدهُ الأليف ويفعل المِثل.
خِلافًا لِلمُعتقد الشائع، لا تقترن البطاريق الإمبراطورة بِشريكٍ واحدٍ طيلة حياتها؛ بل بِشريكٍ مُختلفٍ في كُلِّ موسم تفريخٍ، أي أنَّ اقترانها بِشريكٍ واحدٍ يدوم لِموسمٍ واحدٍ فقط، وفي الموسم التالي تقترنُ بِغيره. رُغم ذلك، أظهرت الأبحاث أنَّ نسبة إخلاص الأزواج لِبعضها خِلال الموسم تصلُ إلى 15% فقط. ويُعتقد أنَّ سبب اقتران هذه الطُيُور بِشريكٍ مُختلفٍ في كُلِّ موسمٍ هو الفترة القصيرة المُتاحة لِلتزاوج ريثما تكون الظُرُوف المُناخيَّة مُلائمة، مما لا يسمح لِلطائر بانتظار أليفه من الموسم السابق حتَّى يصل مُستعمرة التفريخ لِأنَّ في ذلك إضاعةٌ لِوقتٍ قيِّمٍ تحتاجه الطُيُور لِإعطاء أنفُسها وفراخها أكبر فُرصةٍ لِلنجاة.

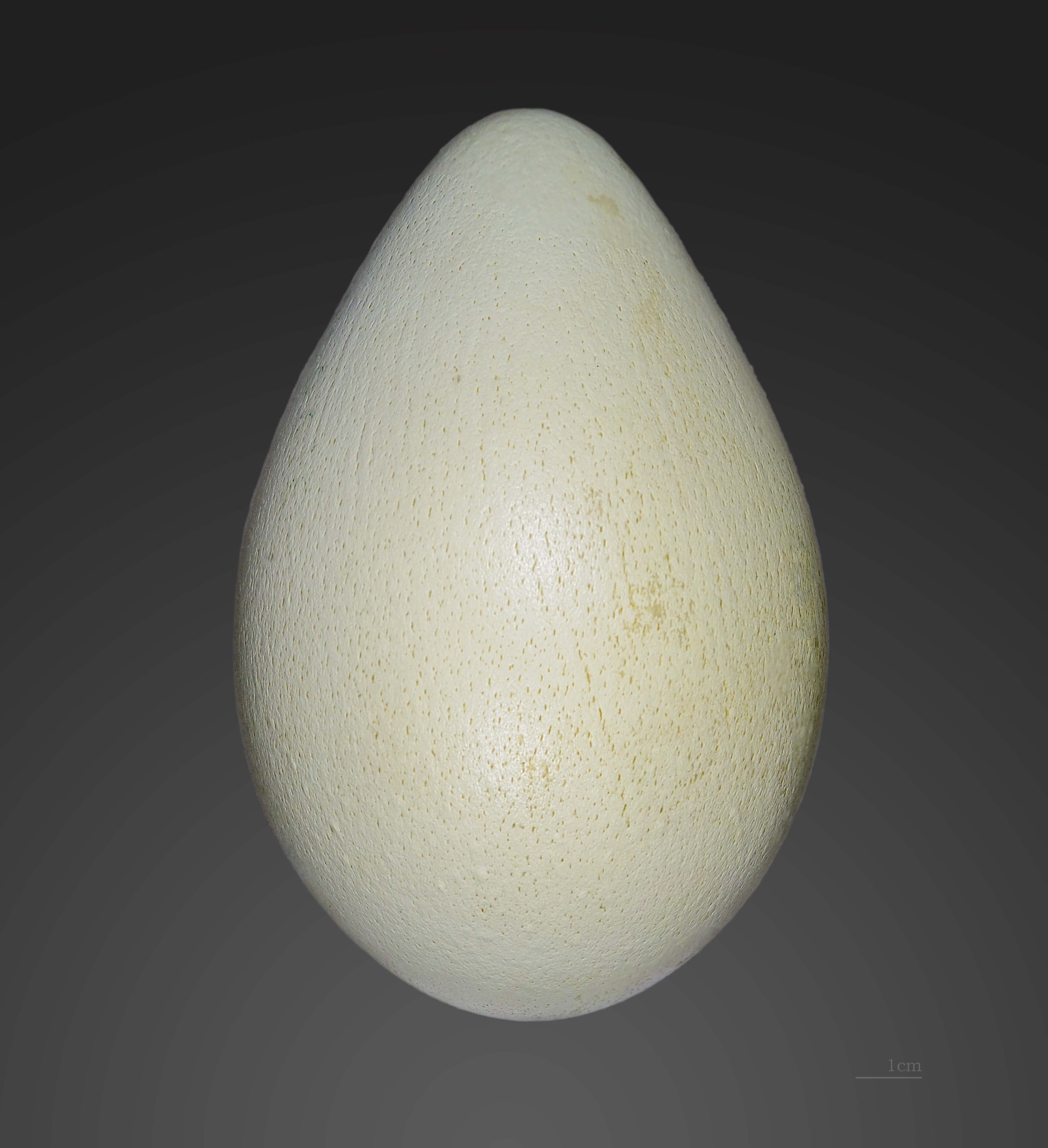
بيضةُ بطريقٍ إمبراطورٍ محفوظة في متحف تولوز.

تضعُ الأُنثى بيضةً واحدةً تتراوح زنتها بين 460 و470 غرامًا (1.01–1.04 رطلًا) في شهر أيَّار (مايو) أو خِلال أوائل حُزيران (يونيو)؛ وبيضةُ البطريق الإمبراطور تكادُ تكون إجاصيَّة الشكل، ولونها أبيضٌ باهتٌ مُخضرٌّ، ويصلُ قياسها لِحوالي 12 سـم × 8 سـم (4 3⁄4 بوصة × 3 1⁄4 بوصة)، فهي تُمثِّلُ 2.3% فقط من وزن الأُم، ممَّا يجعلها إحدى أصغر بُيُوض الطُيُور نسبةً إلى وزن الأُم. يُشكِّلُ وزن القشرة حوالي 15.7% من إجمالي وزن بيضة البطريق الإمبراطور؛ وكما هو حال بُيُوض بقيَّة أنواع البطاريق، فإنَّ القشرة سميكةٌ نسبيًّا، ممَّا يُقلِّلُ من احتماليَّة انكسارها.
بُعيد وضعها البيضة، يكون المخزون الغذائيَّ الجسديَّ لِلأُنثى قد نضب تمامًا، فتنقل البيضة بِكُلِّ حذرٍ إلى الذكر، ثُمَّ تُغادرُ عائدةً إلى البحر حيثُ تُمضي شهرين وهي تقتات. يُمكنُ لِنقل البيضة من حضن الأُنثى إلى حضن الذكر أن يكون محفوفًا بِالصُعُوبة، وبِخاصَّةٍ لِلأليفين الذين أنجبا لِأوَّل مرَّةٍ، والكثير من الأزواج تُسقطُ البيضة أو تُحدثُ فيها صدعًا أثناء نقلها، وحينها يموتُ الفرخ بداخلها فورًا، إذ لا تستطيع البيضة الصُمُود على الأرض المُتجمِّدة لِأكثر من دقيقتين. وبِحال فقد الأليفان بيضتهما على هذا المنوال، تنقطعُ صلتهما فورًا، ويُغادرُ كُلٌ منهما إلى البحر، ولا يُعاودان التزاوج إلَّا في السنة التالية. بعد عودة الأُنثى إلى البحر، وانتقال البيضة إلى حضن الذكر، يُمضي الأخير أيَّام الشتاء المُظلمة العاصفة راخمًا البيضة تحت طيَّةٍ من جلد بطنه، ويُوازنها على طرف قديمه كي لا تسقط أرضًا، ويستمرُّ على هذه الحال ما بين 65 و75 يومًا مُتتاليًا حتَّى يفقس الفرخ. والبطريق الإمبراطور هو النوع الوحيد من البطاريق الذي يرخم بُيُوضه ويرعاها بِهذا الشكل، أمَّا بقيَّة الأنواع فيتناوب الذكر والأُنثى على القيام بِهذه المُهمَّة. عند فقس البيضة، يكون قد مضى على صيام الذكر 120 يومًا مُنذُ وُصُوله إلى المُستعمرة. وفي سبيل النجاة من البرد القارس والرياح العاتية، البالغة سُرعتها 200 كيلومترًا في الساعة (120 ميلًا في الساعة)، تتجمهر الذُكُور مع بعضها وتتناوب على الوُقُوف في وسط الجمهرة، كما شوهدت وهي تُديرُ ظُهُورها لِلرياح كي تُحافظ على حرارة أجسادها. يُمكنُ لِلذكر أن يخسر حوالي 20 كيلوغرامًا (44 رطلًا) من وزنه خِلال الشُهُور الأربعة التي يُمضيها في التنقُّل والتودُّد والتزاوج ورخم البيضة، وذلك من إجمالي كُتلته المُتراوحة بين 38 و18 كيلوغرامًا (84 إلى 40 رطلًا).

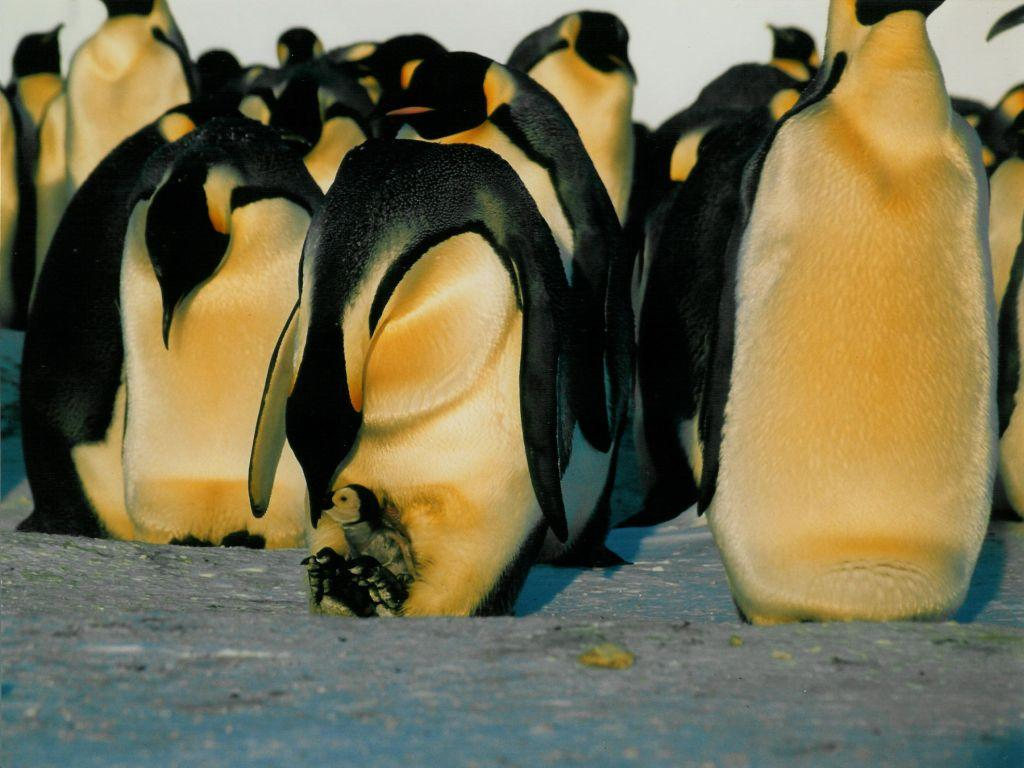
بطريقٌ إمبراطور يُطعمُ فرخهُ حديث الفقس.

قد تدُومُ عمليَّة الفقس ما بين يومين إلى ثلاثة أيَّام، نظرًا لِمدى سماكة قشرة البيضة. تُولدُ الفراخ شبه عمياء ومكسُوَّةً بِطبقةٍ ضئيلةٍ من الزغب، وتعتمدُ على والديها اعتمادًا كاملًا لِتأمين الغذاء والدفء. يفقسُ الفرخُ عادةً قبل رُجُوع الأُم من البحر، فيُطعمهُ الأب مادةً شبه رائبة تتكوَّن من الپروتين بِنسبة 59% والدُهُون بِنسبة 28%، تُفرزُها غُدَّةً في مريئه. تُعرفُ هذه المادَّة بِـ«حليب الحوصلة» أو «لبن العُصفُور»، وبِالإضافة إلى ذُكُور البطريق الإمبراطور، يُعرفُ أنَّ طُيُور النُحام والحمام تُفرزُها. يُفرزُ البطريق الذكر هذه المادَّة مُؤقتًا لِإطعام الفرخ لِحوالي أُسبُوع، لِحين عودة الأُم من البحر التي تتولَّى إطعام الفرخ بِالشكل المُلائم، أمَّا بِحال تأخرت الأُم فإنَّ الفرخ ينفق. يُحضنُ الفرخ طيلة ما يُعرف بِمرحلة الحراسة، فيُمضي وقته مُتوازنًا على قدميّ أبويه مستورًا بِطيَّة الجلد البطنيَّة.

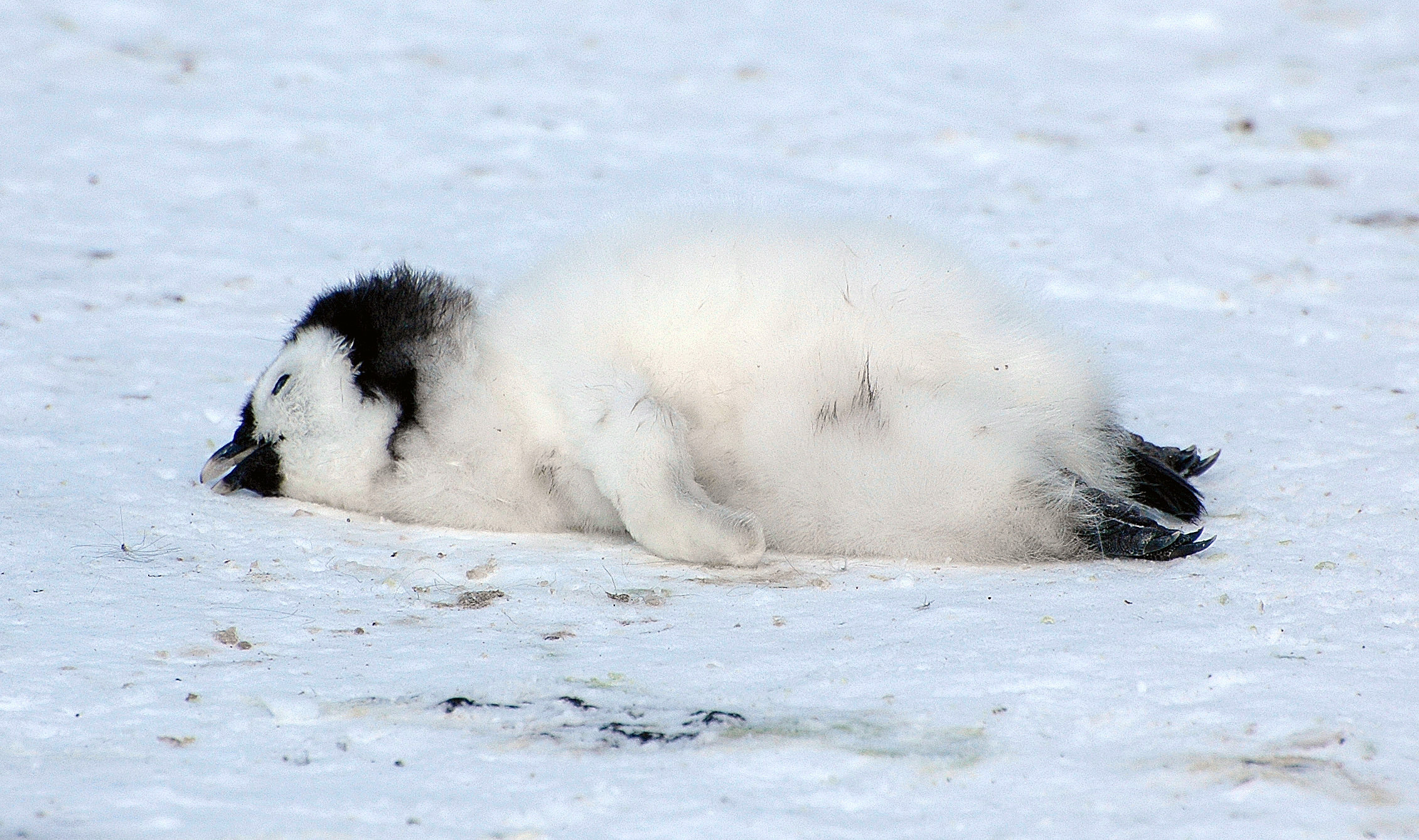
فرخُ بطريقٍ إمبراطورٍ نافقٍ.

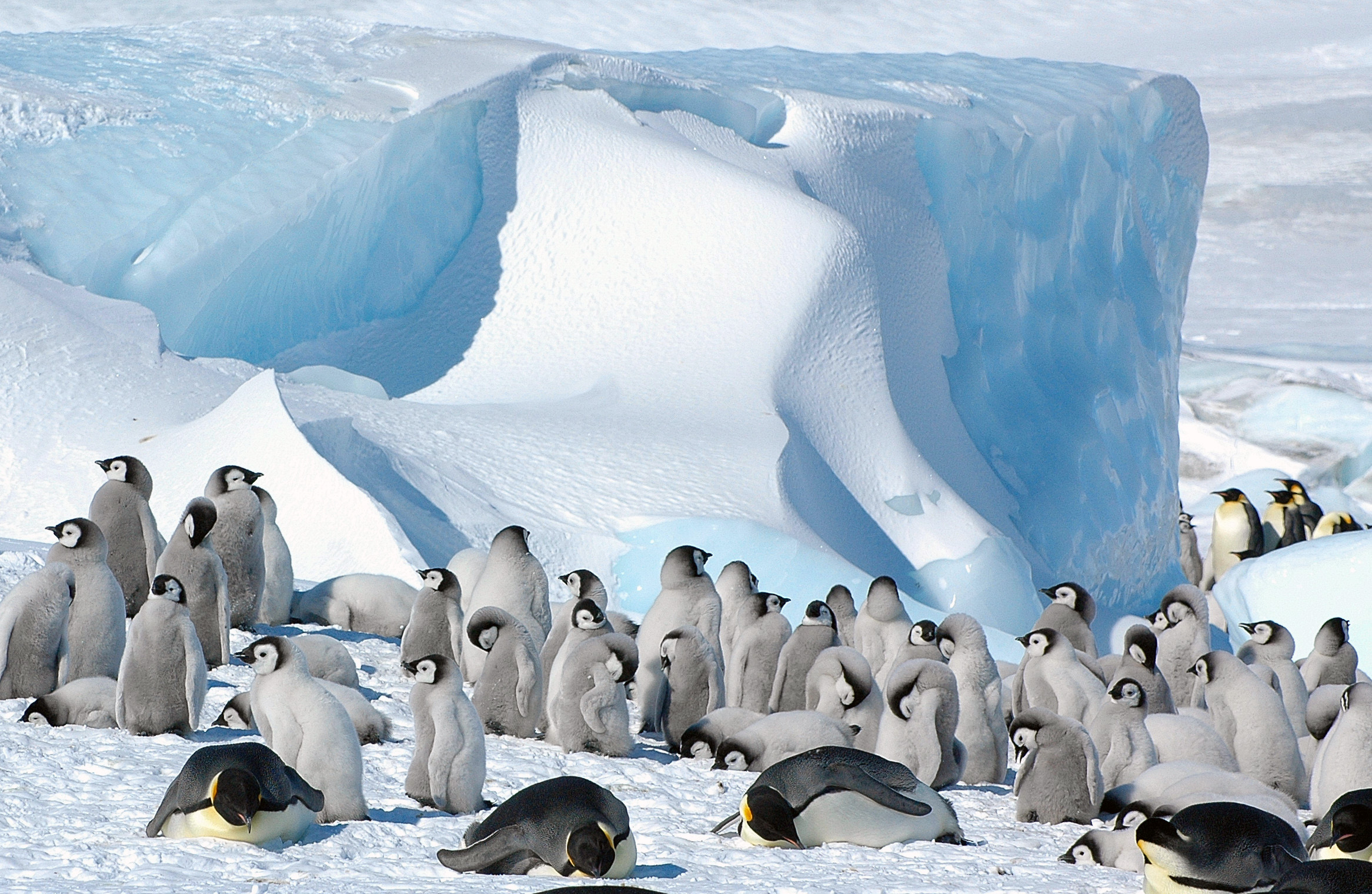
حضانة فراخ بطاريق إمبراطورة.

يُمكنُ لِلأُمِّ أن تعود من رحلتها البحريَّة يوم الفقس مُباشرةً، وقد تطول عودتها حتَّى عشرة أيَّامٍ تلي الفقس، أي خلال الفترة المُمتدَّة من أواسط تمُّوز (يوليو) إلى أوائل آب (أغسطس). تتعرَّف الأُنثى على أليفها وسط مئات البطاريق الذُكُور الأُخرى من خلال نداءاته، فتتولَّى رعاية الفرخ وتُطعمهُ مما اختزنتهُ في معدتها من الأسماك والكريل والسبِّيدج المهضومة جُزئيًّا. كثيرًا ما يتردد الذكر بِتسليم صغيره الذي رعاه عدَّة أشهر إلى شريكته، لكنَّهُ يذعن في النهاية لِشدَّة جوعه، ويُغادرُ إلى البحر لِيقتات طيلة فترةٍ تمتد بين 3 إلى 4 أسابيع قبل أن يعود إلى أليفته وفرخه. بعد ذلك يتناوب الأبوان على رعاية الصغير، فيرخمه أحداهما بينما يتجه الآخر إلى البحر لِيقتات، ولمَّا يعود يتولَّى رعايته بينما يذهبُ الآخر إلى البحر. وبحال طالت غيبة أحد الأبوين أو لم يرجع إلى المُستعمرة بتاتًا، يتخلَّى الآخر عن الفرخ ويعود إلى البحر، تاركًا الصغير لِيُواجه مصيره المحتوم. يُلاحظُ أنَّ البُيُوض المهجورة لا تفقس على الإطلاق، كما أنَّ الفراخ اليتيمة لا تصمدُ وحدها أبدًا. كما لوحظ أنَّ الإناث التي لم تتزاوج أو فقدت فرخها، تُحاولُ حضن إحدى الفراخ الشاردة أو تسعى لِخطف إحداها من والدته، وبحال تنبهت الأخيرة لِهذا فإنها تُقاتلُ الأُنثى الخاطفة بِتعاون مع الإناث المُجاورات لها حتَّى تسترجع صغيرها. غير أنَّ مثل هذه المُشاجرات الجماعيَّة قد ينجم عنها اختناق الفرخ أو سحقه تحت أقدام البوالغ. تهجُرُ الأُنثى الخاطفة، أو تلك التي حضنت فرخًا شريدًا، الصغير الذي أخذته، نظرًا لِأنها لا تقدر على العناية به أو إطعامه بِمُفردها، فيهيمُ الفرخ على وجهه عبر المُستعمرة، مُحاولًا الاحتماء بِطُيُورٍ ترخمُ فراخها، مُستجديًا القوت منها، فترفضهُ جميعها، فيزداد ضعفه شيئًا فشيئًا إلى أن يموت من الجوع أو البرد.
بعد مضيّ ما بين 45 إلى 50 يومٍ على الفقس، تُشكِّلُ الفراخ حضانةً تتجمُّعُ فيها طلبًا لِلدفء والأمان. خِلال هذه الفترة، يتحرَّر كِلا الأبوان لِلقيام بِرحلاتٍ إلى البحر لِلاقتيات، ويعودان بِصُورةٍ دوريَّةٍ لِإطعام فرخهما. قد تتكوَّن الحضانة من عدَّة آلاف فراخٍ تكتظُ اكتظاظًا في سبيل الصُمُود والبقاء في درجات الحرارة القُطبيَّة المُنخفضة. بدايةً من أوائل شهر تشرين الثاني (نوڤمبر)، تبدأُ الفراخ بِالاكتساء بِكسوة اليوافع، وتستمر على هذه الحال طيلة شهرين، وفي العادة فإنَّ هذه العمليَّة لا تكتمل حتَّى بُعيد مُغادرة الفرخ لِلمُستعمرة، وخِلال هذه الفترة يتوقَّف الأبوان عن إطعامها. تُغادرُ جميع أفراد المُستعمرة إلى البحر خلال شهريّ كانون الأوَّل (ديسمبر) وكانون الثاني (يناير)، وتُمضي ما تبقَّى من أيَّام الصيف وهي تصطاد هُناك.

### التغذِّي
تقتات البطاريق الإمبراطورة على الأسماك والقشريَّات ورأسيَّات القدم بِشكلٍ أساسيٍّ، على أنَّ طائفة فرائسها المُفضَّلة تختلف من جُمهرةٍ إلى أُخرى. عادةً ما تكون الأسماك مصدر الغذاء الرئيسيّ لِهذه البطاريق، وتُشكِّلُ الأسماك الفضيَّة القُطبيَّة الجنوبيَّة (الاسم العلمي: Pleuragramma antarcticum') عماد قوتها. تشتملُ الطرائد المُوثَّقة الأُخرى لِلبطاريق الإمبراطورة على أنواعٍ أُخرى من السمك المُنتمية لِفصيلة القد الجليدي (الاسم العلمي: Nototheniidae)، بِالإضافة إلى السبِّيدج الجليدي (الاسم العلمي: Psychroteuthis glacialis) وعدَّة أنواع من الحبَّاريَّات الخطَّافيَّة من شاكلة الحبَّار العملاق الثؤلولي (الاسم العلمي: Kondakovia longimana)، وكذلك الكريل القُطبي الجنوبي (الاسم العلمي: Euphausia superba). تسعى البطاريق الإمبراطورة وراء طرائدها في مياه المُحيط الجنوبي المفتوحة، سواء أكانت مياهً خاليةً من الجليد أو في الشُقُوق المُتكوِّنة في حزمة الجليد جرَّاء حركة المد والجزر. ومن الاستراتيجيَّات التي تتبعها لِتُمسك بِفريستها هي أن تغوص حتَّى عُمُق 50 مترًا (160 قدمًا) تقريبًا، حيثُ تستطيع العُثُور على الأسماك القاطنة أسفل الطبقة الجليديَّة من شاكلة القد الأجرد (الاسم العلمي: Pagothenia borchgrevinki) التي تسبح أسرابه على مقُربةٍ من سطح الجليد، فيحشُرها البطريق ويُمسكُ بِإحداها بِسُرعةٍ، ثُمَّ يغوص مُجددًا ويُكرر هذه العمليَّة عشرات المرَّات قبل أن يصعد إلى السطح لِيتنفس.

## علاقته بالإنسان

### في حدائق الحيوان

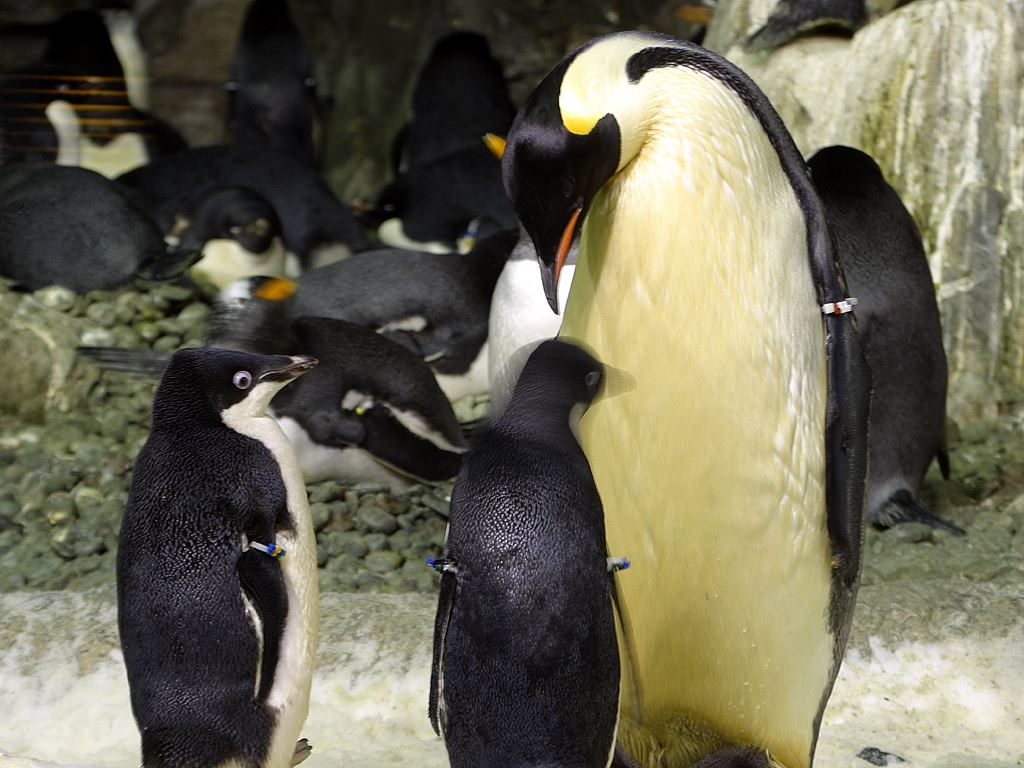
بطريقا أديلي مع بطريق إمبراطور في عالم سان دييغو للبحار، وهو من أبرز المراكز التي نجحت بإكثار البطاريق الإمبراطورة في الأسر.

بُذِلَت محاولاتٌ حثيثةٌ منذ سنة 1930م للإبقاء على البطريق الإمبراطور في الأسر، ونجحت أولى هذه المحاولات في ستينيات القرن العشرين حينما ازدادت معرفة الإنسان الضئيلة بكيفية العناية بهذه الحيوانات نتيجة التجربة والخطأ. وكانت حديقة حيوانات آلبورغ في الدنمارك التي بنت منزلًا مثلجًا خصيصًا لتعيش فيه البطاريق، وقد عاشت إحدى البطاريق فيها لعشرين عامًا، لكنها لم تنجب إلا فرخًا واحدًا مات بعد تفقيسه بقليلٍ. ولا تعيش البطاريق الإمبراطورة الآن إلا في حدائق معدودةٍ للحيوان وفي بعض معارض الأسماك بأمريكا الشمالية وآسيا.
نجحت أول محاولةٍ لإكثار البطريق الإمبراطور في الأسر بمنتج عالم سان دييغو للبحار بِالولايات المُتحدة، وهو مكانٌ نشأ فيه أكثر من عشرين بطريقٍ منذ سنة 1980م. ورغم أن البطريق الإمبراطور يعتبرُ نوعًا رائدًا في الشهرة بين الحيوانات، إلا أنَّ حدائق الحيوانات كلّها في الولايات المتحدة لم تأوِ إلا عشرين بطريقًا منها في سنة 1999م، ولم ينجح إكثارُها في الصين حتى سنة 2009م بعالم نانجينغ لما تحت البحار، ونجحَ بعدها في حديقة لاوهوتان للمحيط بسنة 2010م. وتعيش البطاريق الإمبراطورة في عدّة أماكن أخرى بالصين، وكان من اللافت تفقيسُ بيضتين لها (إذ لا تضعُ هذه الطيور في الغالب إلا بيضةً واحدةً) في سنة 2017م. وقد نجح إبقاء هذه البطاريق وإكثارها في اليابان كذلك.

### إنقاذ وإطلاق البطاريق
عُثِرَ في شهر يونيو سنة 2011م على بطريق إمبراطورٍ شاردٍ في شاطئ بيكا بيكا شمال مدينة ويلينغتون النيوزيلندية، وقد تناول البطريق آنذاك ثلاث كيلوغراماتٍ من الرمل (الذي ربَّما حسبهُ ثلجًا) إضافةً إلى أغصانٍ وحجارةٍ، وقد اضطرَّ الأطباء لإجراء عدة عملياتٍ جراحيةٍ لإخراج ما ابتلعه من جوفه وإنقاذ حياته. وقد تعافى هذا البطريق بعد عدّة شهورٍ وأطلق إلى المحيط الجنوبي في نقطةٍ على مسافة 80 كيلومترًا شمال جزيرة كامبيل، وقد سُمِّي «الأقدام المرحة» (بالإنگليزيَّة: Happy Feet) تيمّنًا بعنوان فيلم صدر في سنة 2006. وقد ثبَّت العلماء أجهزةً على البطريق لتقفّي أثره، لكنهم فقدوا القدرة على تتبّعه بعد ثمانية أيامٍ من إطلاقه إلى البرية، ومن الغالب أن جهاز التتبّع قد سقط عن جسمه، كما أن من المحتمل أن حيوانًا مفترسًا قد هاجمه (رغم أن ذلك أقل احتمالاً).

غلاف سلسلة الحياة في المناطق المتجمدة والذي تظهرُ عليه بطاريق إمبراطورة في القطب الجنوبي.

### الاستشهادات الثقافية
تهتمّ الكثير من الكتب والمقالات العلمية والبرامج التلفزيونية بالبطريق الإمبراطوري لقدرته غير العادية على أن يحيى في بيئاتٍ قاسيةٍ جدًا، فقد كتب عنه المستكشف أبسلي شيري جيرارد في سنة 1922م قائلاً: «حتَّى ولو درستَ سُكَّان الأرض واحدًا واحدًا، لا أظنّ أنك قد تجد أحدًا يعيشُ حياةً أصعب من حياة البطريق الإمبراطور». صُدر في سنة 2005م فيلمًا وئاثقيًا فرنسيًا بعنوان «مسيرة البطريق» (بالفرنسية: La Marche de l'empereur)‏ يتحدث عن دورة حياة البطريق الإمبراطور، وقد غطَّت هيئة الإذاعة البريطانية (بي بي سي) الموضوع ذاتهُ خمس مراتٍ في برامج مع المُقدِّم ديڤيد أتينبارا، كانت أولاها في الحلقة الخامسة من سلسلة الحياة في المناطق المتجمدة (الصادر سنة 1993م)، وثانيها في الكوكب الأزرق (الصادر سنة 2001م)، وثالثها في الجزء الأول من برنامج كوكب الأرض (2006م)، ورابعها في الكوكب المتجمد (2011م)، وآخرها في فيلمٍ وثائقيٍ طوله ساعةٌ كاملةٌ يتحدَّثُ حصرًا عن هذا النوع من البطريق، وذلك في سلسلة «سُلالات» (2018م).
كانت الشخصية الرئيسية في الفلم الهزلي المتحرّك الأقدام المرحة (بالإنگليزيَّة: Happy Feet) الصادر سنة 2006م بطريقًا إمبراطورًا، كما كانت فيه عدة شخصياتٍ أخرى لبطاريق منها بطريقٌ يهوى الرقص، كما يعرضُ الفلم دورة حياة هذه الحيوانات وينشرُ توعيةً عن الأخطار البيئية المحدقة بها من الاحتباس الحراري ومن استنزاف مصادر غذائها بسبب صيد الأسماك الجائر. ويتمحور الفلم الهزلي ركوب الأمواج (بالإنگليزيَّة: Surf's up) حول بطريق إمبراطورٍ يهوى رياضة ركوب الموج اسمه «زيك توبانغا». فضلاً عن ذلك، تضعُ أكثر من 30 دولةً في العالم صور هذا البطريق على بعض طوابعها الرسمية، ومنها أستراليا وبريطانيا وفرنسا وتشيلي. وقد ظهر البطريق لإمبراطور أيضًا على عشرة طوابع بلجيكيةٍ بسنة 1962م أصدرت لبعثة للقطب الجنوبي. كما ألَّفت الفرقة الموسيقيَّة الكنديَّة «ذا ترادجيكالي هيپ» (بالإنگليزيَّة: The Tragically Hip) أُغنيةً بعنوان «البطريق الإمبراطور» نُشرت ضمن ألبومها العائد لِسنة 1998م حاملًا عنوان «فانتوم پاور».

## معرض صُور

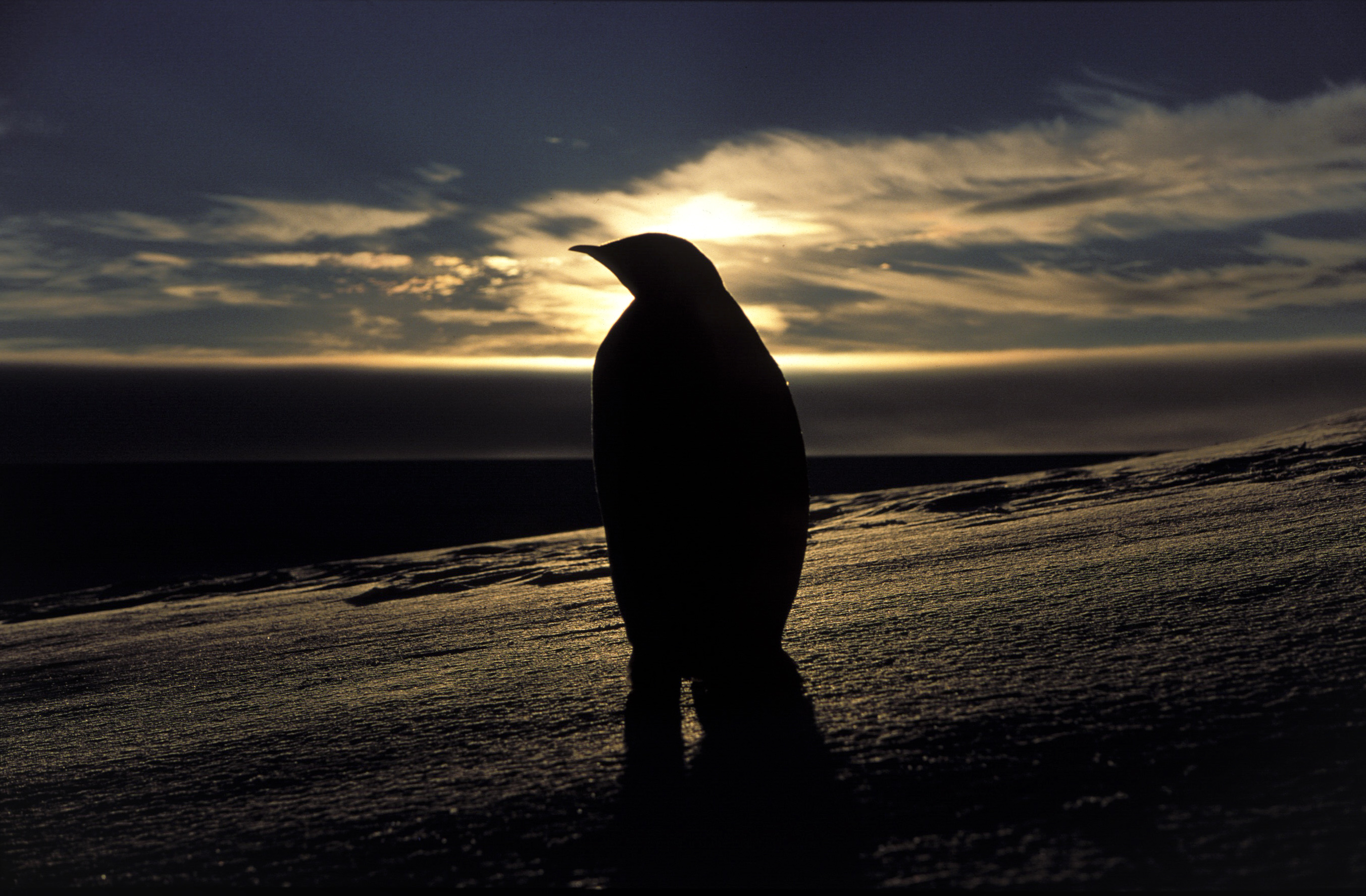
عند الغُرُوب في خليج أتكا على بحر وِدل
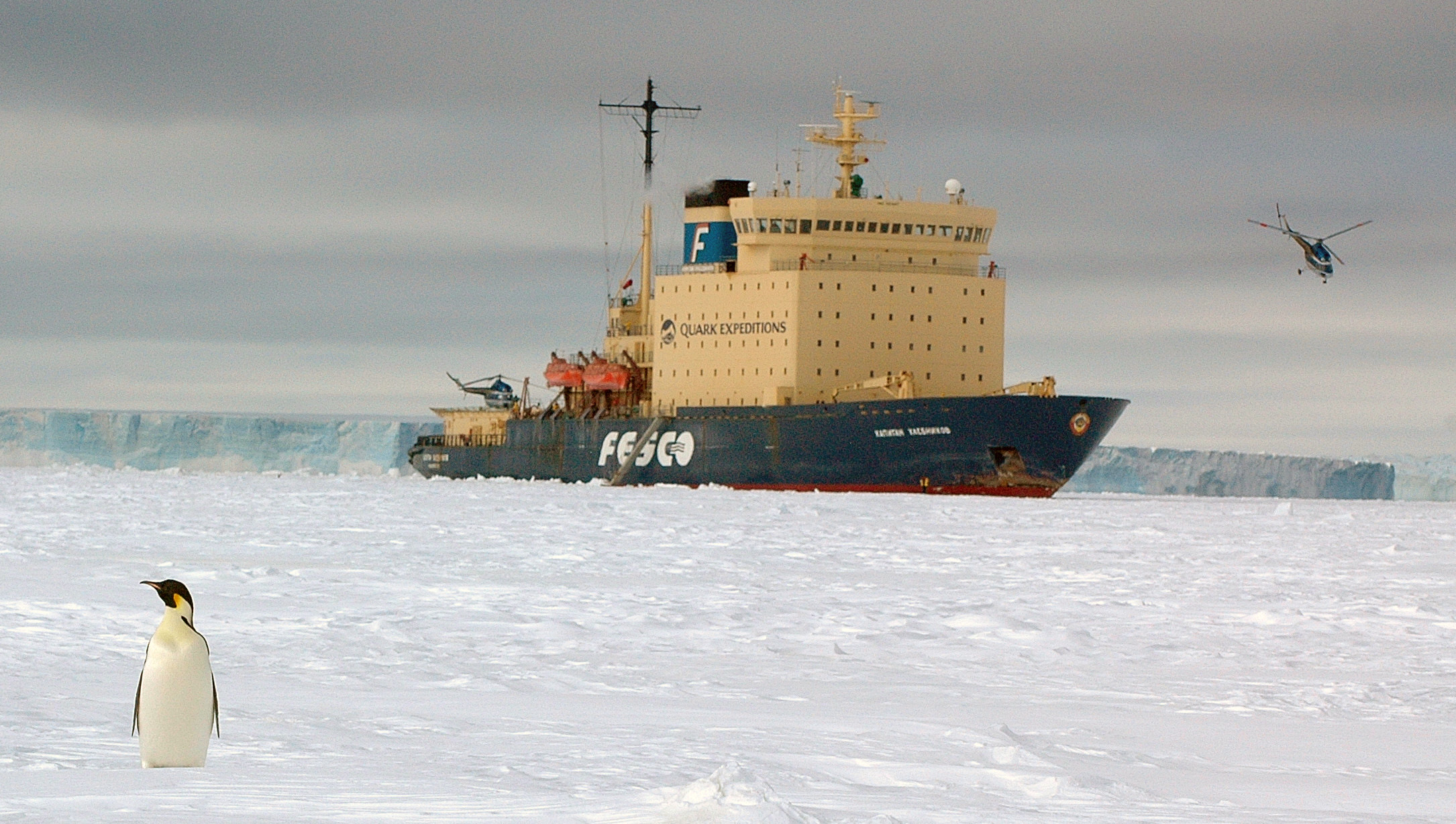
بطريقٌ أمام كاسحة جليد
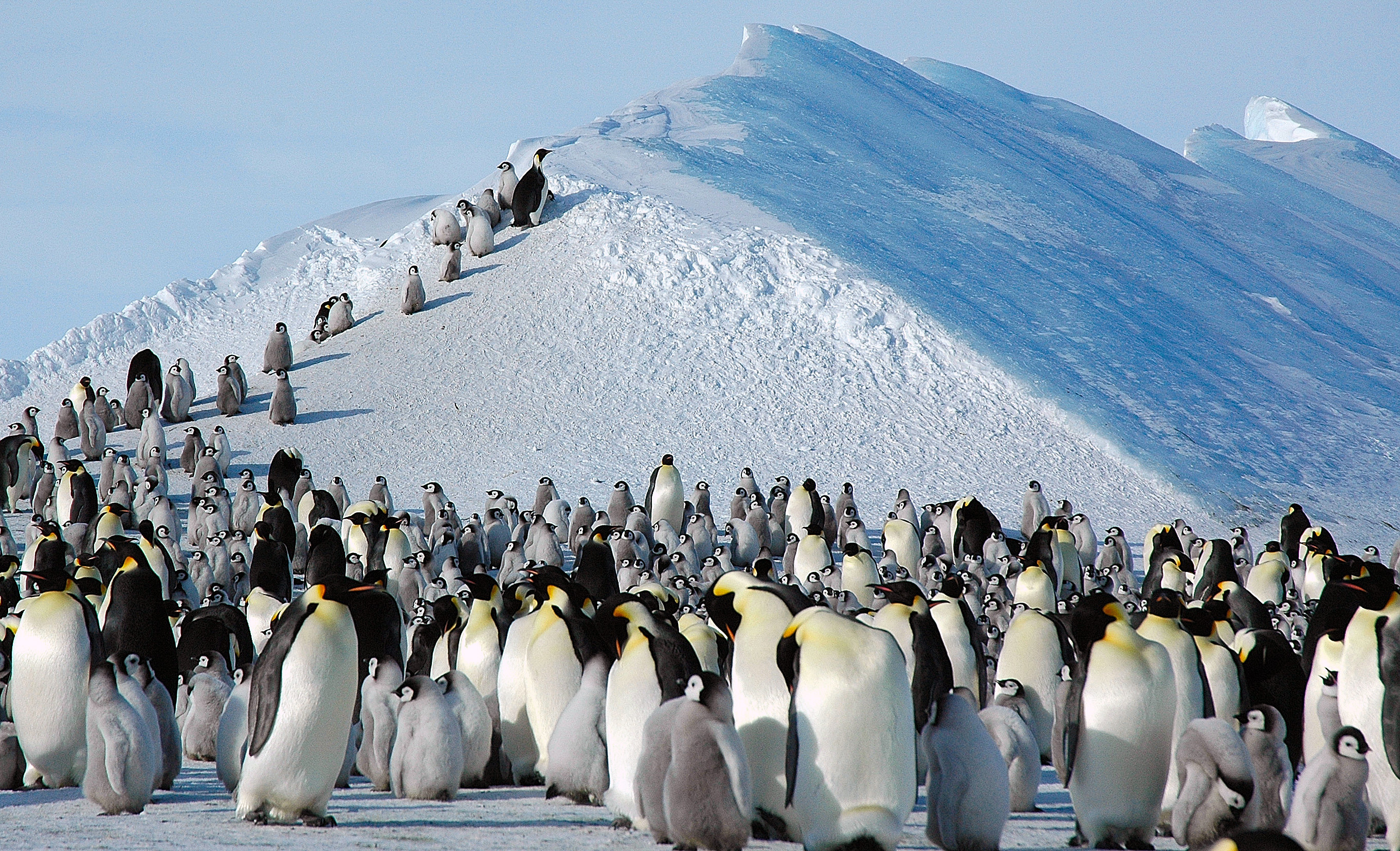
مُستعمرة في جزيرة سنوهيل
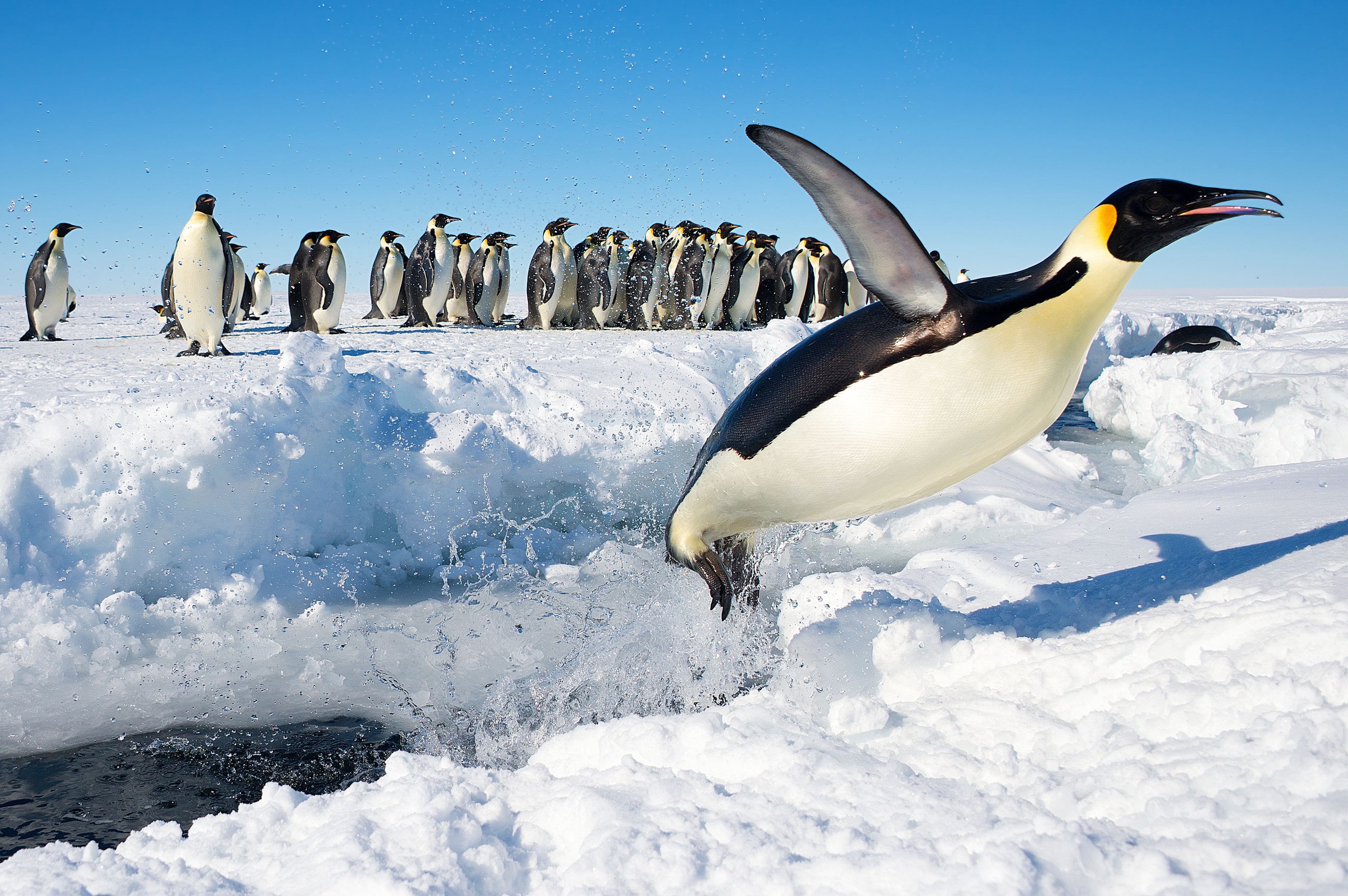
بطريقٌ إمبراطور يقفزُ خارج المياه

### بِلُغاتٍ أجنبيَّة
1. ↑  The IUCN Red List of Threatened Species 2021.3 (بالإنجليزية), 9 Dec 2021, QID:Q110235407
2. 1 2  IOC World Bird List Version 6.3 (بالإنجليزية), 21 Jul 2016, DOI:10.14344/IOC.ML.6.3, QID:Q27042747
3. ↑  IOC World Bird List. Version 7.2 (بالإنجليزية), 22 Apr 2017, DOI:10.14344/IOC.ML.7.2, QID:Q29937193
4. ↑  World Bird List: IOC World Bird List (بالإنجليزية) (6.4th ed.), International Ornithologists' Union, 2016, DOI:10.14344/IOC.ML.6.4, QID:Q27907675
5. 1 2  David Attenborough (2014). Attenborough's Natural Curiosities 2. UKTV. ج. Life On Ice.
6. 1 2
7. ↑  British Museum. "King penguin: The Forsters, King and Emperor". Explore/Highlights. Trustees of the British Museum. مؤرشف من الأصل في 2015-10-19. اطلع عليه بتاريخ 2013-07-28.
8. 1 2 3 4  Wienecke، B. (2009). "The history of the discovery of emperor penguin colonies, 1902–2004". Polar Record. ج. 46 ع. 3: 271–276. DOI:10.1017/S0032247409990283.
9. ↑  Williams 1995، صفحة 13.
10. ↑  Jouventin P (1982). "Visual and vocal signals in penguins, their evolution and adaptive characters". Adv. Ethol. ج. 24: 1–149.
11. ↑  Baker AJ, Pereira SL, Haddrath OP, Edge KA (2006). "Multiple gene evidence for expansion of extant penguins out of Antarctica due to global cooling". Proc Biol Sci. ج. 273 ع. 1582: 11–17. DOI:10.1098/rspb.2005.3260. PMID:16519228. مؤرشف من الأصل في 2020-04-07. اطلع عليه بتاريخ 2008-03-21.{{استشهاد بدورية محكمة}}:  صيانة الاستشهاد: أسماء متعددة: قائمة المؤلفين (link)
12. ↑  Burnie D and Wilson DE (Eds.), Animal: The Definitive Visual Guide to the World's Wildlife. DK Adult (2005), (ردمك 0-7894-7764-5)
13. ↑  "Daddy Dearest". .canada.com. 19 يونيو 1910. مؤرشف من الأصل في 12 يونيو 2012. اطلع عليه بتاريخ 21 نوفمبر 2012.
14. 1 2 3 4 5 6  University of Michigan Museum of Zoology. "Aptenodytes forsteri". مؤرشف من الأصل في 2014-10-27. اطلع عليه بتاريخ 2008-01-01.
15. ↑  "Emperor Penguin, Aptenodytes forsteri at MarineBio.org". Marinebio.org. MarchineBio Advertising. مؤرشف من الأصل في 15 فبراير 2019. اطلع عليه بتاريخ 2008-11-03. {{استشهاد ويب}}: تحقق من التاريخ في: |تاريخ= (مساعدة)
16. 1 2  Williams 1995، صفحة 3.
17. 1 2  Owen J (30 يناير 2004). ""Penguin Ranch" Reveals Hunting, Swimming Secrets". National Geographic website. National Geographic. مؤرشف من الأصل في 2017-03-26. اطلع عليه بتاريخ 2008-03-26.
18. 1 2 3  Williams 1995، صفحة 152.
19. ↑  CDNN (8 سبتمبر 2001). "Scientists find rare all-white emperor penguin". CDNN. Cyber Diver News Network. مؤرشف من الأصل في 2012-11-07. اطلع عليه بتاريخ 2008-03-29.
20. 1 2  Williams 1995، صفحة 159.
21. ↑  Williams 1995، صفحة 45.
22. 1 2  Mougin JL, van Beveren M (1979). "Structure et dynamique de la population de manchots empereur Aptenodytes forsteri de la colonie de l'archipel de Pointe Géologie, Terre Adélie". Comptes rendus de l'Académie des sciences (بالفرنسية). 289D: 157–60.
23. ↑  Williams 1995، صفحة 47.
24. ↑  Williams 1995، صفحة 68.
25. ↑  Robisson P (1992). "Vocalizations in Aptenodytes Penguins: Application of the Two-voice Theory" (PDF). Auk. ج. 109 ع. 3: 654–658. مؤرشف من الأصل (PDF) في 2016-03-04. اطلع عليه بتاريخ 2019-07-13.
26. ↑  Williams 1995، صفحة 107.
27. ↑  Williams 1995، صفحة 108.
28. ↑  Khan A (20 أكتوبر 2015). "Emperor penguins' feathers defy conventional wisdom, study finds". LA Times website. Los Angeles Times. مؤرشف من الأصل في 2019-05-13. اطلع عليه بتاريخ 2015-10-21.
29. ↑  Cassondra WL، Hagelin JC، Kooyman GL (2015). "Hidden keys to survival: the type, density, pattern and functional role of emperor penguin body feathers". Proceedings of the Royal Society B. ج. 282 ع. 1817: 2015–2033. DOI:10.1098/rspb.2015.2033. PMC:4633883. PMID:26490794.
30. ↑  Williams 1995، صفحات 107–108.
31. ↑  Kooyman GL، Gentry RL، Bergman WP، Hammel HT (1976). "Heat loss in penguins during immersion and compression". Comparative Biochemistry and Physiology. ج. 54A ع. 1: 75–80. DOI:10.1016/S0300-9629(76)80074-6. PMID:3348.
32. ↑  Williams 1995، صفحة 109.
33. ↑  Williams 1995، صفحة 110.
34. ↑  Williams 1995، صفحة 111.
35. ↑  "Emperor Penguins: Uniquely Armed for Antarctica". National Geographic. مؤرشف من الأصل في 2017-08-18.
36. ↑  Penguins' Oxygen Trick: How They Survive Deep Dives. from Live Science, by: Jennifer Welsh. May 12, 2011. نسخة محفوظة 27 يونيو 2017 على موقع واي باك مشين.
37. ↑  Norris S (7 ديسمبر 2007). "Penguins Safely Lower Oxygen to "Blackout" Levels". National Geographic website. National Geographic. مؤرشف من الأصل في 2017-10-24. اطلع عليه بتاريخ 2008-03-26.
38. ↑  Stonehouse، B (1953). "The Emperor Penguin Aptenodytes forsteri Gray I. Breeding behaviour and development". Falkland Islands Dependencies Survey Scientific Report. ج. 6: 1–33.
39. ↑  Robertson، G (1992). "Population size and breeding success of Emperor Penguins Aptenodytes forsteri at Auster and Taylor Glacier colonies, Mawson Coast, Antarctica". Emu. ج. 92 ع. 2: 65–71. DOI:10.1071/MU9920065.
40. ↑  Fretwell، P. T.؛ Trathan، P. N.؛ Wienecke، B.؛ Kooyman، G. L. (2014). "Emperor Penguins Breeding on Iceshelves". PLoS ONE. ج. 9 ع. 1: e85285. Bibcode:2014PLoSO...985285F. DOI:10.1371/journal.pone.0085285. PMC:3885707. PMID:24416381.{{استشهاد بدورية محكمة}}:  صيانة الاستشهاد: دوي مجاني غير معلم (link)
41. ↑  Downes MC، Ealey EH، Gwynn AM، Young PS (1959). "The Birds of Heard Island". Australian National Antarctic Research Report. Series B1: 1–35.
42. ↑  Clark، G S (1986). "Eighth record of the Emperor penguin Aptenodytes forsteri at South Georgia" (PDF). Cormorant. ج. 13 ع. 2: 180–181. مؤرشف من الأصل (PDF) في 2018-04-27. اطلع عليه بتاريخ 2013-05-16.
43. 1 2  Marchant، S؛ Higgins PJ (1990). Handbook of Australian, New Zealand and Antarctic Birds, Vol. 1A. Melbourne: دار نشر جامعة أكسفورد.
44. ↑  Croxall JP، Prince PA (1983). "Antarctic Penguins and Albatrosses". Oceanus. ج. 26: 18–27. مؤرشف من الأصل في 2022-04-03.
45. 1 2  Fretwell PT؛ LaRue MA؛ Morin P؛ Kooyman GL؛ B Wienecke؛ N Ratcliffe؛ AJ Fox؛ AH Fleming؛ C Porter؛ PN Trathan (2012). "An Emperor Penguin Population Estimate: The First Global, Synoptic Survey of a Species from Space". PLoS ONE. ج. 7 ع. 4: e33751. Bibcode:2012PLoSO...733751F. DOI:10.1371/journal.pone.0033751. PMC:3325796. PMID:22514609.{{استشهاد بدورية محكمة}}:  صيانة الاستشهاد: دوي مجاني غير معلم (link)
46. 1 2  Stonehouse، B. (1964). "Emperor Penguins at Cape Crozier". Nature. ج. 203 ع. 4947: 849–851. Bibcode:1964Natur.203..849S. DOI:10.1038/203849a0.
47. ↑  "Recently recategorised species". Birdlife International (2012). مؤرشف من الأصل في 28 August 2007. اطلع عليه بتاريخ 14 June 2012.
48. ↑  Burger J.؛ Gochfeld M. (2007). "Responses of Emperor Penguins (Aptenodytes forsteri) to encounters with ecotourists while commuting to and from their breeding colony". Polar Biology. ج. 30 ع. 10: 1303–1313. DOI:10.1007/s00300-007-0291-1.
49. ↑  Giese M، Riddle M (1997). "Disturbance of emperor penguin Aptenodytes forsteri chicks by helicopters". Polar Biology. ج. 22 ع. 6: 366–71. DOI:10.1007/s003000050430.
50. ↑  Barbraud، C.؛ Weimerskirch H. (2001). "Emperor penguins and climate change". Nature. ج. 411 ع. 6834: 183–186. DOI:10.1038/35075554. PMID:11346792.
51. ↑  Trathan، P. N.؛ Fretwell، P. T.؛ Stonehouse، B. (2011). Briffa، Mark (المحرر). "First Recorded Loss of an Emperor Penguin Colony in the Recent Period of Antarctic Regional Warming: Implications for Other Colonies". PLoS ONE. ج. 6 ع. 2: e14738. Bibcode:2011PLoSO...614738T. DOI:10.1371/journal.pone.0014738. PMC:3046112. PMID:21386883.{{استشهاد بدورية محكمة}}:  صيانة الاستشهاد: دوي مجاني غير معلم (link)
52. ↑  Fretwell، Peter T.؛ Trathan، Philip N. (25 أبريل 2019). "Emperors on thin ice: Three years of breeding failure at Halley Bay". Antarctic Science. ج. 31 ع. 3: 133–138. DOI:10.1017/S0954102019000099.
53. ↑  Jenouvrier، S.؛ Caswell، H.؛ Barbraud، C.؛ Holland، M.؛ Str Ve، J.؛ Weimerskirch، H. (2009). "Demographic models and IPCC climate projections predict the decline of an emperor penguin population". Proceedings of the National Academy of Sciences. ج. 106 ع. 6: 1844–1847. Bibcode:2009PNAS..106.1844J. DOI:10.1073/pnas.0806638106. PMC:2644125. PMID:19171908.
54. ↑  Goldenberg, Suzanne (30 يونيو 2014). "Emperor penguins at risk of extinction, scientists warn". The Guardian. Guardian News and Media Limited. مؤرشف من الأصل في 2019-04-27. اطلع عليه بتاريخ 2015-01-28.
55. 1 2  Kooyman GL، Drabek CM، Elsner R، Campbell WB (1971). "Diving behaviour of the Emperor Penguin Aptenodytes forsteri" (PDF). Auk. ج. 88 ع. 4: 775–95. DOI:10.2307/4083837. JSTOR:4083837. مؤرشف من الأصل (PDF) في 2016-03-05.
56. ↑  Williams 1995، صفحة 89.
57. 1 2  Ancel A، Kooyman GL، Ponganis PJ، Gendner JP، Lignon J، Mestre X (1992). "Foraging behaviour of Emperor Penguins as a resource detector in Winter and Summer". Nature. ج. 360 ع. 6402: 336–39. Bibcode:1992Natur.360..336A. DOI:10.1038/360336a0.
58. 1 2  Williams 1995، صفحة 156.
59. ↑  Hile J (29 مارس 2004). "Emperor Penguins: Uniquely Armed for Antarctica". National Geographic website. National Geographic. مؤرشف من الأصل في 2017-08-18. اطلع عليه بتاريخ 2008-03-31.
60. ↑  Lovvorn، J. R. (2001). "Upstroke thrust, drag effects, and stroke-glide cycles in wing-propelled swimming by birds". American Zoologist. ج. 41 ع. 2: 154–165. DOI:10.1093/icb/41.2.154. مؤرشف من الأصل في 2010-07-24.
61. ↑  Kooyman GL، Ponganis PJ، Castellini MA، Ponganis EP، Ponganis KV، Thorson PH، Eckert SA، LeMaho Y (1992). "Heart rates and swim speeds of emperor penguins diving under sea ice" (PDF). Journal of Experimental Biology. ج. 165 ع. 1: 1161–80. مؤرشف من الأصل (PDF) في 2020-04-07.
62. ↑  Wood, Gerald (1983). The Guinness Book of Animal Facts and Feats. ISBN:978-0-85112-235-9. مؤرشف من الأصل في 2019-12-16.
63. ↑  Pinshow B.؛ Fedak M.A.؛ Battles D.R؛ Schmidt-Nielsen K. (1976). "Energy expenditure for thermoregulation and locomotion in emperor penguins". American Journal of Physiology. ج. 231 ع. 3: 903–12. DOI:10.1152/ajplegacy.1976.231.3.903. PMID:970474.
64. ↑  Rebecca Morelle (2 يونيو 2011). "Penguin huddle secrets revealed with time lapse footage". BBC News. مؤرشف من الأصل في 2019-07-20. اطلع عليه بتاريخ 2011-06-04. The mystery of how penguins stay warm while they huddle has been revealed by an international team of scientists. ... Dr Zitterbart explained: "The colony would stay still for most of the time, but every 30–60 seconds one penguin or a group of penguin starts to move – just a little bit. "This makes the surrounding ones move – and all of a sudden this moves throughout the colony like a wave."
65. ↑  Williams 1995، صفحة 40.
66. 1 2  Prévost، J (1961). Ecologie du manchot empereur. Paris: Hermann.
67. 1 2  Kooyman GL، Croll DA، Stone S، Smith S (1990). "Emperor penguin colony at Cape Washington, Antarctica". السجل القطبي (مجلة). ج. 26 ع. 157: 103–08. DOI:10.1017/S0032247400011141.
68. 1 2 3 4 5  Williams 1995، صفحة 158.
69. ↑  Groscolas, R؛ Jallageas، M؛ Goldsmith، A؛ Assenmacher، I (1986). "The endocrine control of reproduction and molt in male and female Emperor (Aptenodytes forsteri) and Adélie (Pygoscelis adeliae) Penguins. I. Annual changes in plasma levels of gonadal steroids and luteinizing hormone". Gen. Comp. Endocrinol. ج. 62 ع. 1: 43–53. DOI:10.1016/0016-6480(86)90092-4. PMID:3781216.
70. 1 2 3 4 5 6  Williams 1995، صفحة 157.
71. ↑  Williams 1995، صفحة 55.
72. ↑  Williams 1995، صفحة 23.
73. ↑  Williams 1995، صفحة 24
74. ↑  Williams 1995، صفحة 27.
75. ↑  Robin، J. P.؛ M. Frain؛ C. Sardet؛ R. Groscolas؛ Y. Le Maho (1988). "Protein and lipid utilization during long-term fasting in emperor penguins". Am. J. Physiol. Regul. Integr. Comp. Physiol. ج. 254 ع. 1 Pt 2: R61–R68. DOI:10.1152/ajpregu.1988.254.1.R61. PMID:3337270.
76. ↑  Le Maho، Y.؛ P. Delclitte؛ J Chatonnet (1976). "Thermoregulation in fasting emperor penguins under natural conditions". Am. J. Physiol. ج. 231 ع. 3: 913–922. DOI:10.1152/ajplegacy.1976.231.3.913. PMID:970475.
77. 1 2 3  Williams 1995، صفحة 28.
78. ↑  Prévost J, Vilter V (1963). "Histologie de la sécrétion oesophagienne du Manchot empereur". Proceedings of the XIII International Ornithological Conference (بالفرنسية): 1085–94.
79. ↑  ScienceAlert 19 SEP 2011 نسخة محفوظة 30 مارس 2019 على موقع واي باك مشين.
80. 1 2  Robin, Jean-Patrice؛ Boucontet, Laurent؛ Chillet, Pascal؛ Groscolas, René (1998). "Behavioral changes in fasting emperor penguins: evidence for a "refeeding signal" linked to a metabolic shift". Am. J. Physiol. ج. 274 ع. Regulatory Integrative Comp. Physiol. 43: R746–R753.
81. 1 2  "Cold comfort". Life in the Freezer. David Attenborough (narrator). BBC. مؤرشف من الأصل في 2018-08-24. اطلع عليه بتاريخ 2015-02-03.{{استشهاد بوسائط مرئية ومسموعة}}:  صيانة الاستشهاد: others in cite AV media (notes) (link)
82. ↑  Williams 1995، صفحة 30.
83. ↑  Pütz، K.؛ Plötz، J. (1991). "Moulting starvation in emperor penguin (Aptenodytes forsteri) chicks". Polar Biology. ج. 11 ع. 4: 253–258. DOI:10.1007/BF00238459.
84. ↑  Cherel Y، Kooyman GL (1998). "Food of emperor penguins (Aptenodytes forsteri) in the western Ross Sea, Antarctica". Marine Biology. ج. 130 ع. 3: 335–44. DOI:10.1007/s002270050253.
85. ↑  Ponganis PJ، Van Dam RP، Marshall G، Knower T، Levenson DH (2003). "Sub-ice foraging behavior of emperor penguins" (PDF). Journal of Experimental Biology. ج. 203 ع. 21: 3275–78. مؤرشف من الأصل (PDF) في 2020-04-07.
86. ↑  "75 år med dyrebare oplevelser" (PDF). Aalborg Zoo. 2010. مؤرشف من الأصل (PDF) في 2018-02-13. اطلع عليه بتاريخ 2018-02-13.
87. ↑  Todd، FS (1986). "Techniques for propagating King and Emperor penguins Aptenodytes patagonica and A. forsteri at Sea World, San Diego". International Zoo Yearbook. ج. 26 ع. 1: 110–24. DOI:10.1111/j.1748-1090.1986.tb02208.x.
88. ↑  "Animal Bytes – Penguins". SeaWorld official website. SeaWorld. 2008. مؤرشف من الأصل في 3 أبريل 2008. اطلع عليه بتاريخ 23 مارس 2008.
89. ↑  Diebold EN، Branch S، Henry L (1999). "Management of penguin populations in North American zoos and aquariums" (PDF). Marine Ornithology. ج. 27: 171–76. مؤرشف من الأصل (PDF) في 2018-09-23. اطلع عليه بتاريخ 2008-03-31.
90. ↑  "First emperor penguin egg laid in China". english.sina.com. 11 فبراير 2009. مؤرشف من الأصل في 2017-10-27. اطلع عليه بتاريخ 2018-02-13.
91. ↑  Tong, Xiong (19 أغسطس 2010). "China hatches first emperor penguin". english.news.cn. مؤرشف من الأصل في 9 نوفمبر 2015. اطلع عليه بتاريخ 28 يناير 2015.
92. ↑  "World's first twin penguins born in China". ecns.cn. 4 نوفمبر 2017. مؤرشف من الأصل في 2018-02-13. اطلع عليه بتاريخ 2018-02-13.
93. ↑  "Penguin chick makes public debut". The Japan Times. 2 نوفمبر 2011. مؤرشف من الأصل في 2019-05-08. اطلع عليه بتاريخ 2015-01-28.
94. ↑  "Happy Feet's trek a boon for scientists". تلفزيون نيوزيلندا. 6 سبتمبر 2011. مؤرشف من الأصل في 2016-04-10. اطلع عليه بتاريخ 2011-09-29.
95. ↑  New Zealand releases penguin Happy Feet. Associated Press, 5 September 2011 نسخة محفوظة 7 أبريل 2020 على موقع واي باك مشين.
96. ↑  Concern mounts for 'missing' penguin Happy Feet, BBC, 12 September 2011. نسخة محفوظة 23 أكتوبر 2018 على موقع واي باك مشين.
97. ↑  Cherry-Garrard، A (1922). "introduction". The Worst Journey in the World. Carroll & Graf. ص. xvii. ISBN:978-0-88184-478-8.
98. ↑  Bowes P (19 أغسطس 2005). "Penguin secrets captivate US viewers". BBC website. British Broadcasting Corporation. مؤرشف من الأصل في 2009-01-19. اطلع عليه بتاريخ 2008-03-23.
99. ↑  "La Marche de l'empereur, un film de Luc Jacquet". Official Site (بالفرنسية). Archived from the original on 6 مارس 2008. Retrieved 19 مارس 2008.
100. ↑  Presenter – David Attenborough (1993). "The Big Freeze". Life in the Freezer. موسم 1. حلقة 5. BBC.
101. ↑  Presenter – David Attenborough (2001). "Frozen Seas". The Blue Planet. موسم 1. حلقة 4. BBC.
102. ↑  Presenter – David Attenborough (2006). "Ice Worlds". Planet Earth. موسم 1. حلقة 6. BBC.
103. ↑  Presenter – David Attenborough (2011). "Winter". Frozen Planet. موسم 1. حلقة 5. BBC.
104. ↑  Lovgren S (16 نوفمبر 2006). ""Happy Feet": Movie Magic vs. Penguin Truths". National Geographic website. National Geographic. مؤرشف من الأصل في 2018-07-30. اطلع عليه بتاريخ 2008-03-26.
105. ↑  Lovgren S (2007). "Behind the Scenes of the New Movie "Surf's Up"". National Geographic website. National Geographic. مؤرشف من الأصل في 2008-03-10. اطلع عليه بتاريخ 2008-03-26.
106. ↑  Scharning K (2008). "Penguins Spheniscidae". Theme Birds on Stamps. self. مؤرشف من الأصل في 2018-08-12. اطلع عليه بتاريخ 2008-03-29.
107. ↑  Scharning K (2008). "Bird stamps from Belgium". Theme Birds on Stamps. self. مؤرشف من الأصل في 2018-09-08. اطلع عليه بتاريخ 2008-03-29.

### بِاللُغة العربيَّة
1. ↑  پرنز، كريستوفر؛ نقلهُ إلى العربيَّة: الدكتور عدنان يازجي (1997). موسوعة الطُيُور المُصوَّرة: دليلٌ نهائيٌّ إلى طُيُور العالم (ط. الأولى). بيروت - لُبنان: مكتبة لبنان ناشرون. ص. 47. {{استشهاد بكتاب}}: تحقق من التاريخ في: |سنة= (مساعدة)
2. ↑  الخطيب، أحمد شفيق (2002). موسوعة الطبيعة المُيسَّرة (ط. الثانية). بيروت - لُبنان: مكتبة لُبنان ناشرون. ص. 24. مؤرشف من الأصل في 19 ديسمبر 2019. اطلع عليه بتاريخ 13 تمُّوز (يوليو) 2019م. {{استشهاد بكتاب}}: تحقق من التاريخ في: |تاريخ الوصول= و|سنة= (مساعدة)
3. ↑  الشرقاوي، بسنت (الجمعة 22 شُباط (فبراير) 2019م). "طفرة جينية خلقت «البطريق الإمبراطوري الأسود» الأكثر ندرة في العالم". جريدة الشُرُوق. مؤرشف من الأصل في 13 يوليو 2019. اطلع عليه بتاريخ 13 تمُّوز (يوليو) 2019م. {{استشهاد ويب}}: تحقق من التاريخ في: |تاريخ الوصول= و|تاريخ= (مساعدة)
4. ↑  پرنز، كريستوفر؛ نقلهُ إلى العربيَّة: الدكتور عدنان يازجي (1997). موسوعة الطُيُور المُصوَّرة: دليلٌ نهائيٌّ إلى طُيُور العالم (ط. الأولى). بيروت - لُبنان: مكتبة لبنان ناشرون. ص. 48. {{استشهاد بكتاب}}: تحقق من التاريخ في: |سنة= (مساعدة)
5. ↑  "البطريق الإمبراطوري: البطاريق عانت من البرد في العصر الجليدي". مجلَّة ناشونال جيوغرافيك. سيدني - أستراليا. 22 آذار (مارس) 2015م. مؤرشف من الأصل في 13 تمُّوز (يوليو) 2019م. اطلع عليه بتاريخ 13 تمُّوز (يوليو) 2019م. {{استشهاد ويب}}: تحقق من التاريخ في: |تاريخ الوصول=، |تاريخ=، و|تاريخ أرشيف= (مساعدة)
6. ↑  "الأقمار الاصطناعية تحدّد مستعمرات البطريق الامبراطوري". ديلي تلغراف. صحيفة البيان. 19 نيسان (أبريل) 2012م. مؤرشف من الأصل في 13 تمُّوز (يوليو) 2019م. اطلع عليه بتاريخ 13 تمُّوز (يوليو) 2019م. {{استشهاد ويب}}: تحقق من التاريخ في: |تاريخ الوصول=، |تاريخ=، و|تاريخ أرشيف= (مساعدة)

## أنظر أيضًا
- Williams، Tony D. (1995). The Penguins. Oxford, England: Oxford University Press. ISBN:978-0-19-854667-2. مؤرشف من الأصل في 2022-03-20.

## وصلات خارجيَّة
- معلومات من جامعة ميشيغن مع اقتباساتٍ من دراساتٍ علميَّة.
- صُور بطاريق إمبراطورة.
- مورفولوجيا البطريق الإمبراطور، يتضمَّن تصوير شُعاعي طبقي ثُلاثي الأبعاد لِلهيكل العظمي.
- روسكو، ر. "البطريق الإمبراطور". فوتو ڤولكانيكا. مؤرشف من الأصل في 2020-04-07. اطلع عليه بتاريخ 2008-04-13.
- ڤيديوهات وصُور وأصوات بطاريق إمبراطورة على موقع مجموعة الطُيُور على شبكة الإنترنت.